# Biserica fortificată din Șoarș

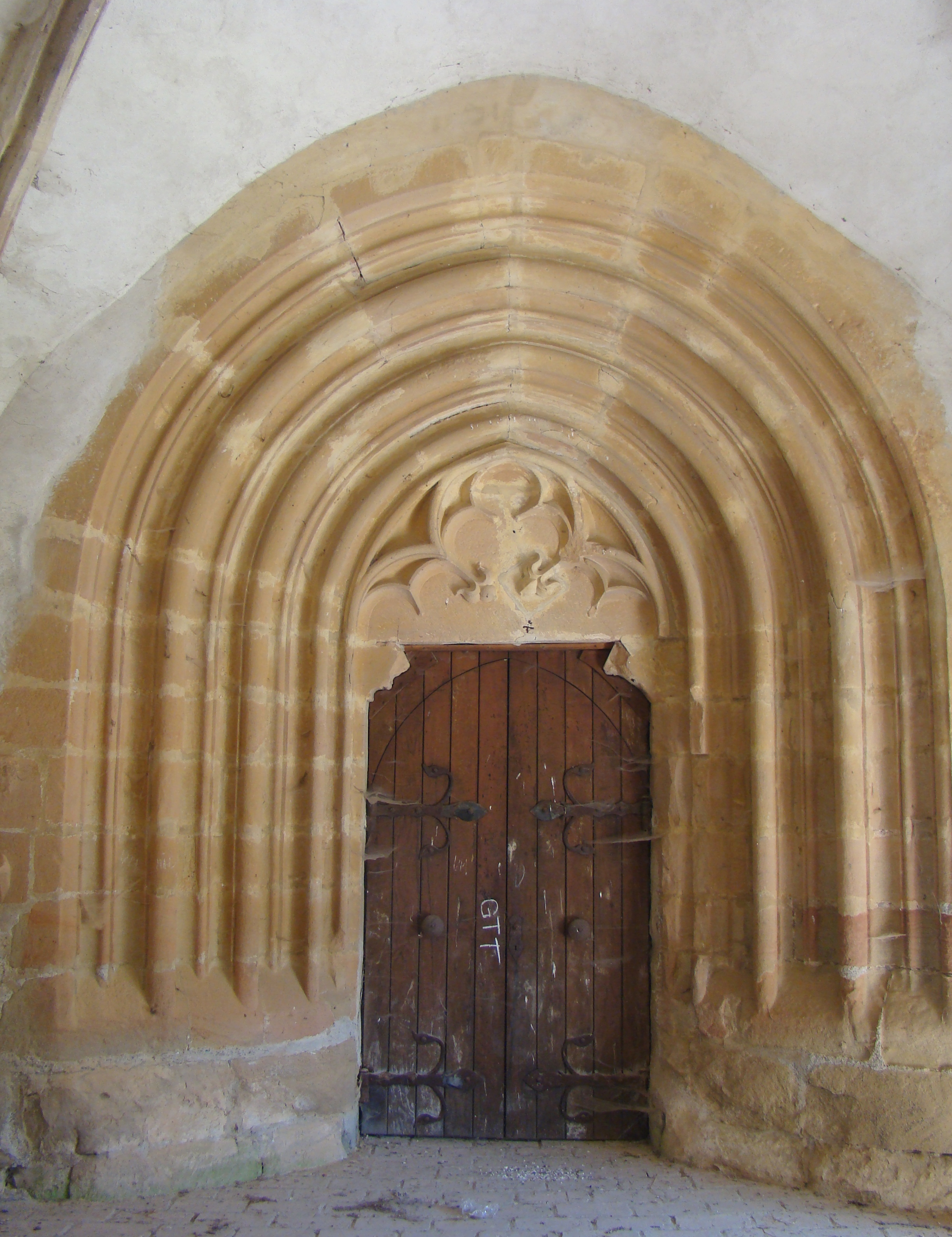
Portalul vestic al bisericii

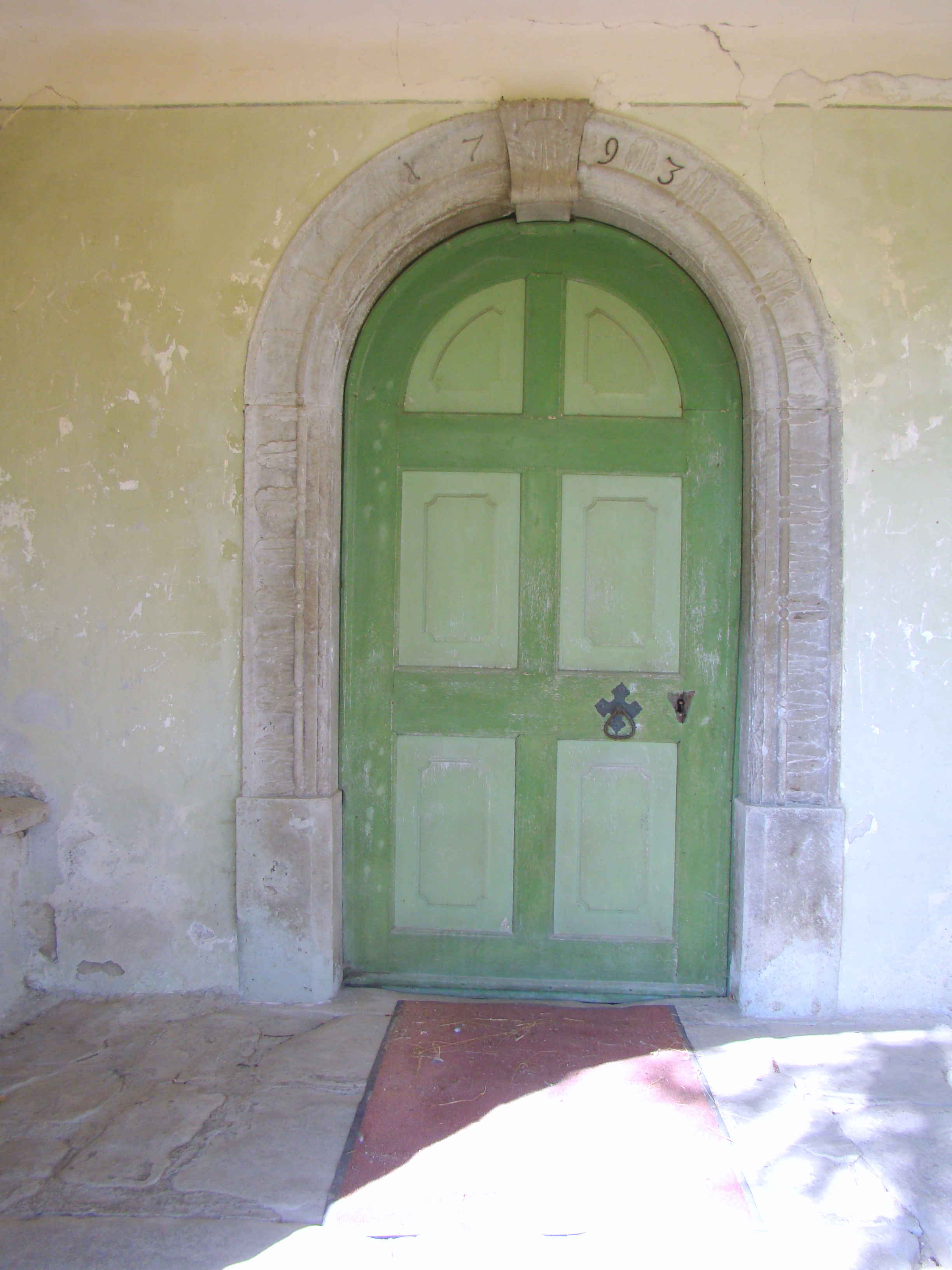
Deschis în 1793, după închiderea portalului gotic, portalul sudic are un ancadrament de andezit sculptat.

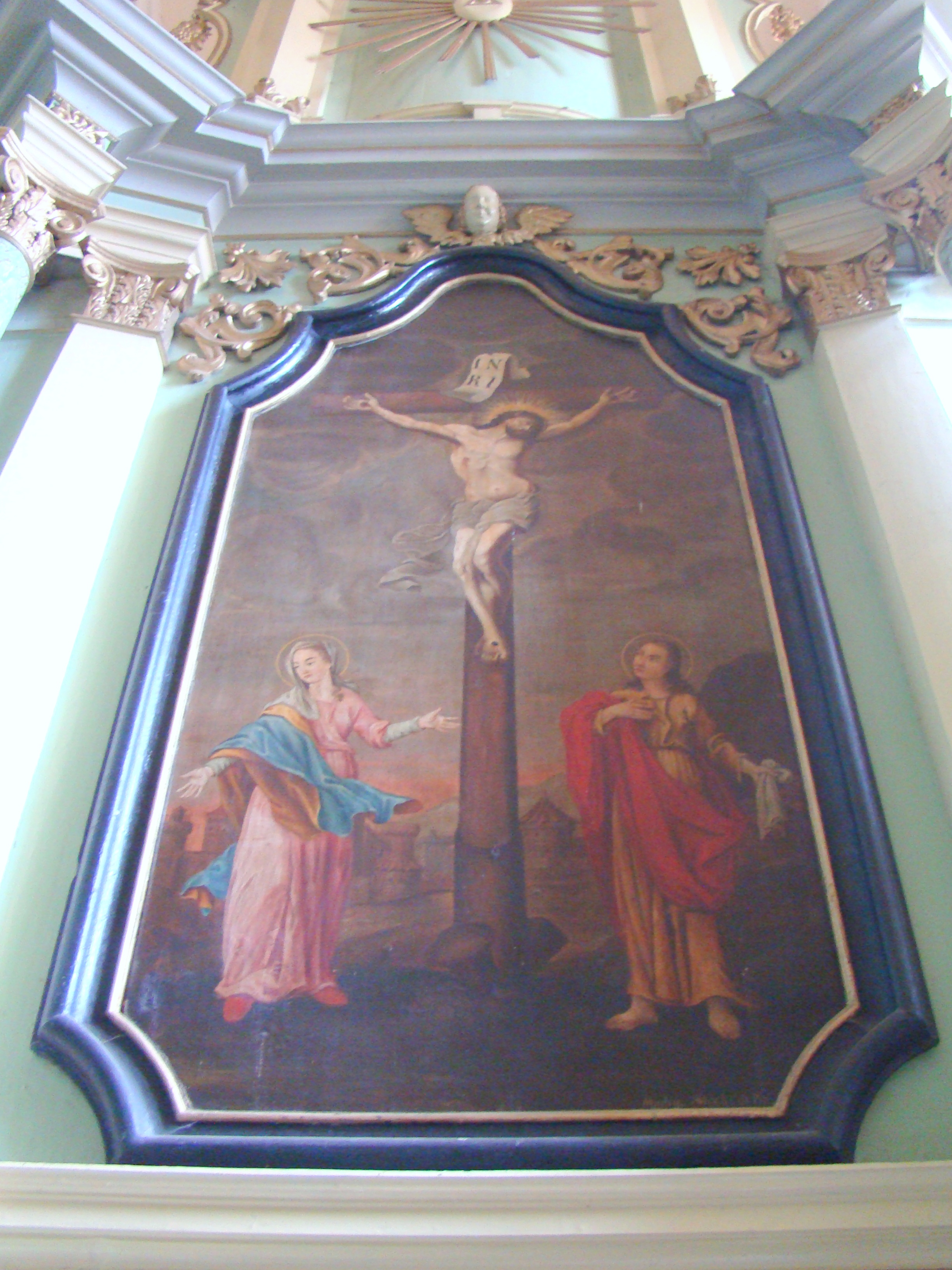
Panoul central al altarului, cu scena crucificării, a fost pictat de Martin Stock în anul 1745

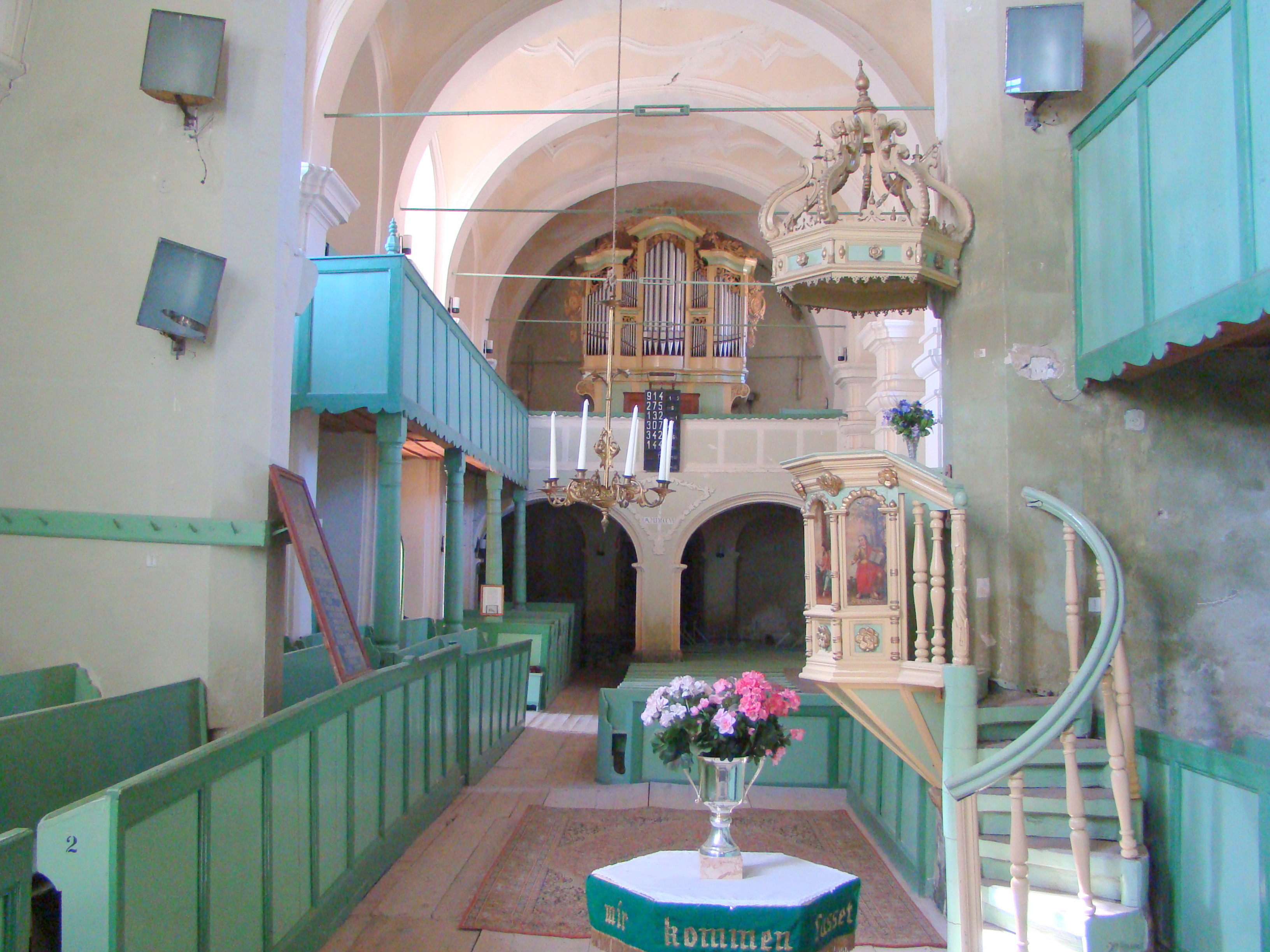
Nava spre empora de vest

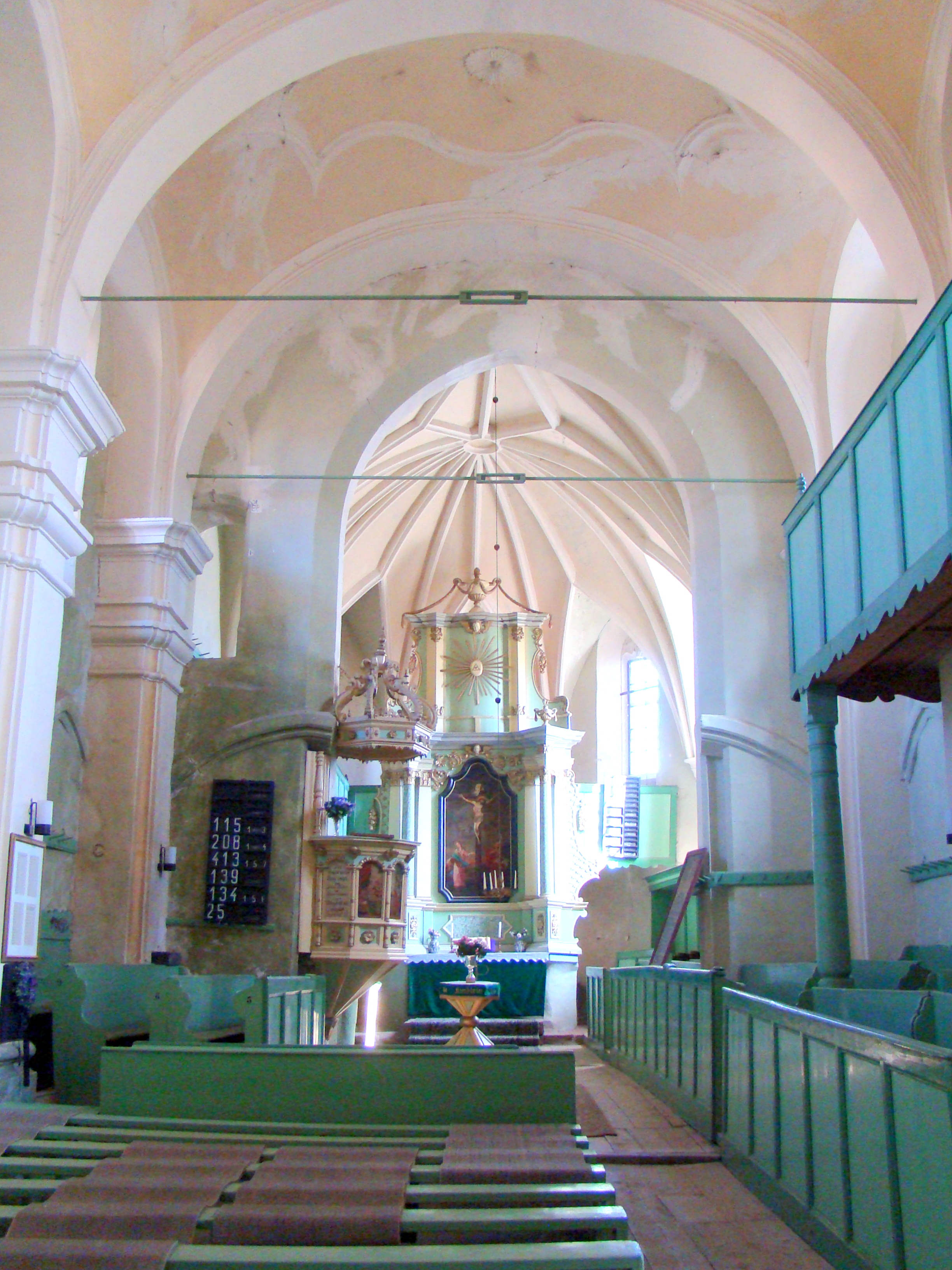
Nava spre altar

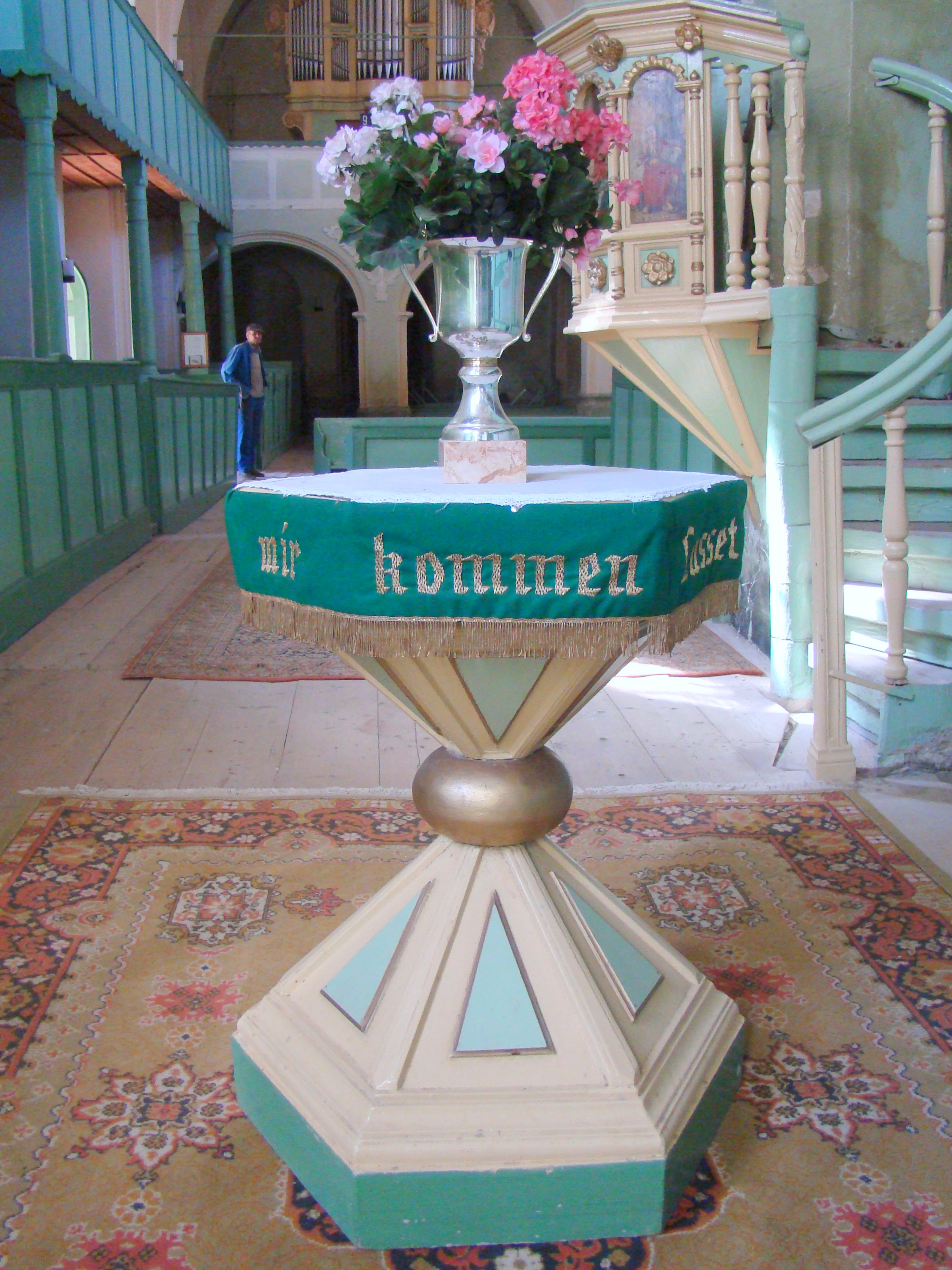
Cristelnița

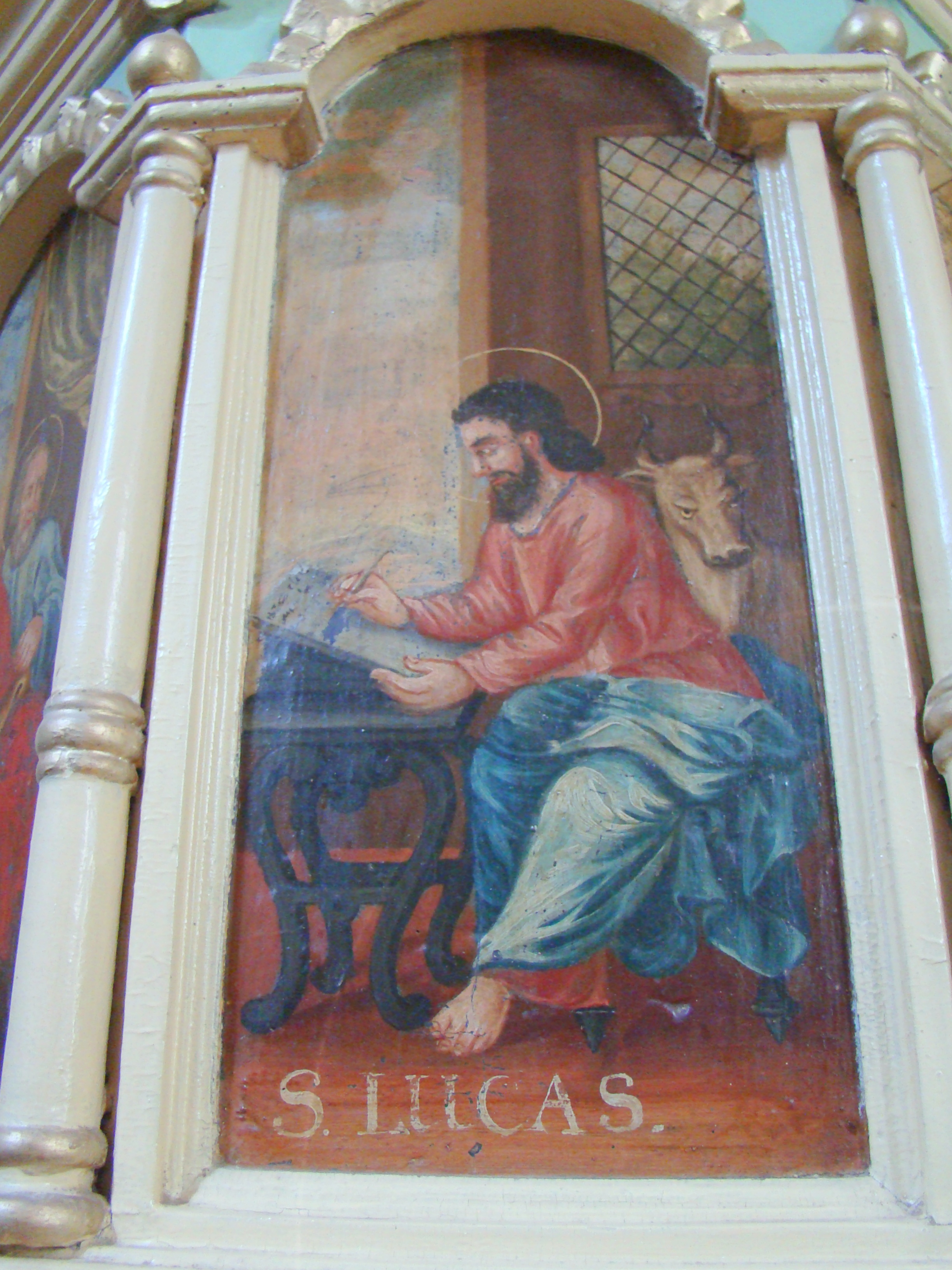
Evanghelistul Luca

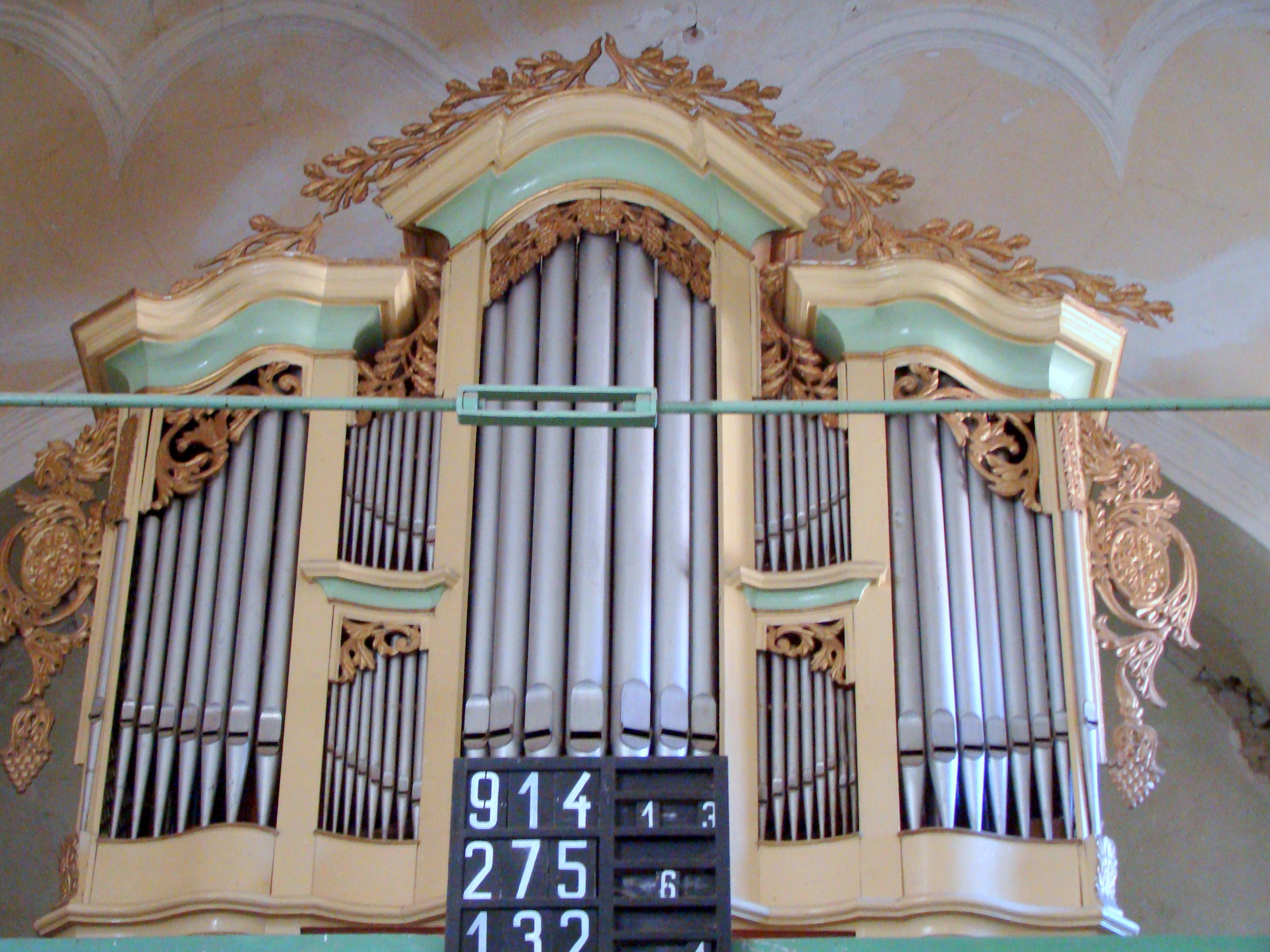
Orga bisericii, reconstruită în 1912 de Carl Einschenk

Biserica evanghelică fortificată din Șoarș, inițial romano-catolică, cu hramul Sfântul Iacob, este un monument istoric aflat pe teritoriul satului Șoarș, comuna Șoarș. În Repertoriul Arheologic Național, monumentul apare cu codul 41952.06.
Ansamblul este format din două monumente:
- Biserica evanghelică fortificată propriu-zisă (cod LMI BV-II-m-A-11827.01)
- Incintă fortificată (fragmente), cu încăpere pentru provizii (cod LMI BV-II-m-A-11827.02)

## Localitatea
Șoarș, mai demult Șaroșa, Șoarșiu, (în dialectul săsesc Schuarsch, Šuerš, în germană Scharosch, Scharesch, în maghiară Sáros, în trad. "Noroieni", "Glodeni") este satul de reședință al comunei cu același nume din județul Brașov, Transilvania, România. Satul Șoarș a fost fondat probabil în primul val de colonizare germană în Transilvania, odată cu Cincu, scaun din care a și făcut parte. Cea mai veche mențiune păstrată a satului datează din anul 1206.

## Biserica
Biserica fortificată din Șoarș este un monument de arhitectură gotică, din zona Făgărașului, ce păstrează nealterat, până în prezent, planul inițial de biserică-sală, cu absidă poligonală și turn-clopotniță în capătul de vest.
La 1450, de când datează prima indulgență papală dată bisericii cu hramul sfântului Iacob, construcția era începută. Lucrările s-au terminat după 1470, papalitatea oferind bisericii o nouă scutire de taxe în anul 1466. Ancadramentele portalului vestic și ale ferestrelor bisericii, bolțile parterului și ancadramentele ferestrelor turnului, precum și o serie de resturi de elemente de pietrărie din interiorul bisericii poartă toate amprenta stilului gotic târziu transilvănean. O particularitate arhitecturală a bisericii din Șoarș este existența unui lectorium – element similar unui perete-paravan sau unei tribune ce desparte nava de cor – ale cărui urme se păstrează în arcul de triumf. 
Bolțile gotice ale navei au fost înlocuite cu cele actuale la renovarea din anii 1805-1806. Două chei de boltă și câteva fragmente de ogive provenind de la bolțile medievale sunt adăpostite în parterul turnului.
Biserica a fost fortificată la începutul secolului al XV-lea: s-au zidit căile de acces de pe sudul și nordul turnului, iar ultimul nivel a fost dotat cu o galerie de lemn. Toate contraforturile au fost unite două câte două cu arcuri pentru a susține un etaj amenajat în scop defensiv, cu ambrazuri și guri de vărsare deasupra întregii nave și a absidei. Tot în această perioadă în jurul bisericii s-a delimitat o incintă de refugiu și apărare închisă cu ziduri și întărită cu turnuri. 
În primul deceniu al secolului XX, latura nordică a fortificației, zidul și patru turnuri, a fost demantelată complet pentru a face loc unei școli și unei săli de festivități. Pe latura sudică, între turnurile de colț, fusese ridicat anterior un alt corp de școală, în prezent ruinat aproape complet.
Din fortificația exterioară se mai păstrează turnul sud-vestic, folosit până în anii 1990 de comunitate pentru păstrarea slăninii, și partea inferioară a turnului sud-estic care a fost transformată în casa clopotarului. Peste drum de biserică, pe latura estică, se află casa parohială evanghelică construită în 1828. 
Din prima jumătate a secolului al XVI-lea datează părți din strana preotului și încuietoarea ușii portalului sudic. Acestuia i-a fost aplicată o amplă încuietorare medievală similară celor de la ușa sacristiei Bisericii fortificate din Biertan și a ușii portalului sudic de la Biserica fortificată din Cincu. Pentru ambele portaluri ale bisericii din Șoarș se păstrează nișele bârnelor de lemn folosite pentru blocare.
Altarul baroc a fost realizat în anul 1745, așa cum menționează inscripția incizată pe spatele său: H ROT 1745/ MR 1745. Amvonul, decorat cu patru panouri pictate reprezentându-i pe cei patru evangheliști și un panou ce poartă inscripția de donație, a fost făcut tot în anul 1745 și refăcut în 1839. 
Orga bisericii a fost construită în 1838 și refăcută în 1912 de meșterul Carl Einschenk. Mecanismul ceasului din turn datează din anul 1843.
Între anii 2017-2021 au avut loc lucrări de reparație și consolidare a acoperișului bisericii, acțiune sprijinită financiar de Asociația Sașilor Transilvăneni din Germania.

## Imagini din exterior

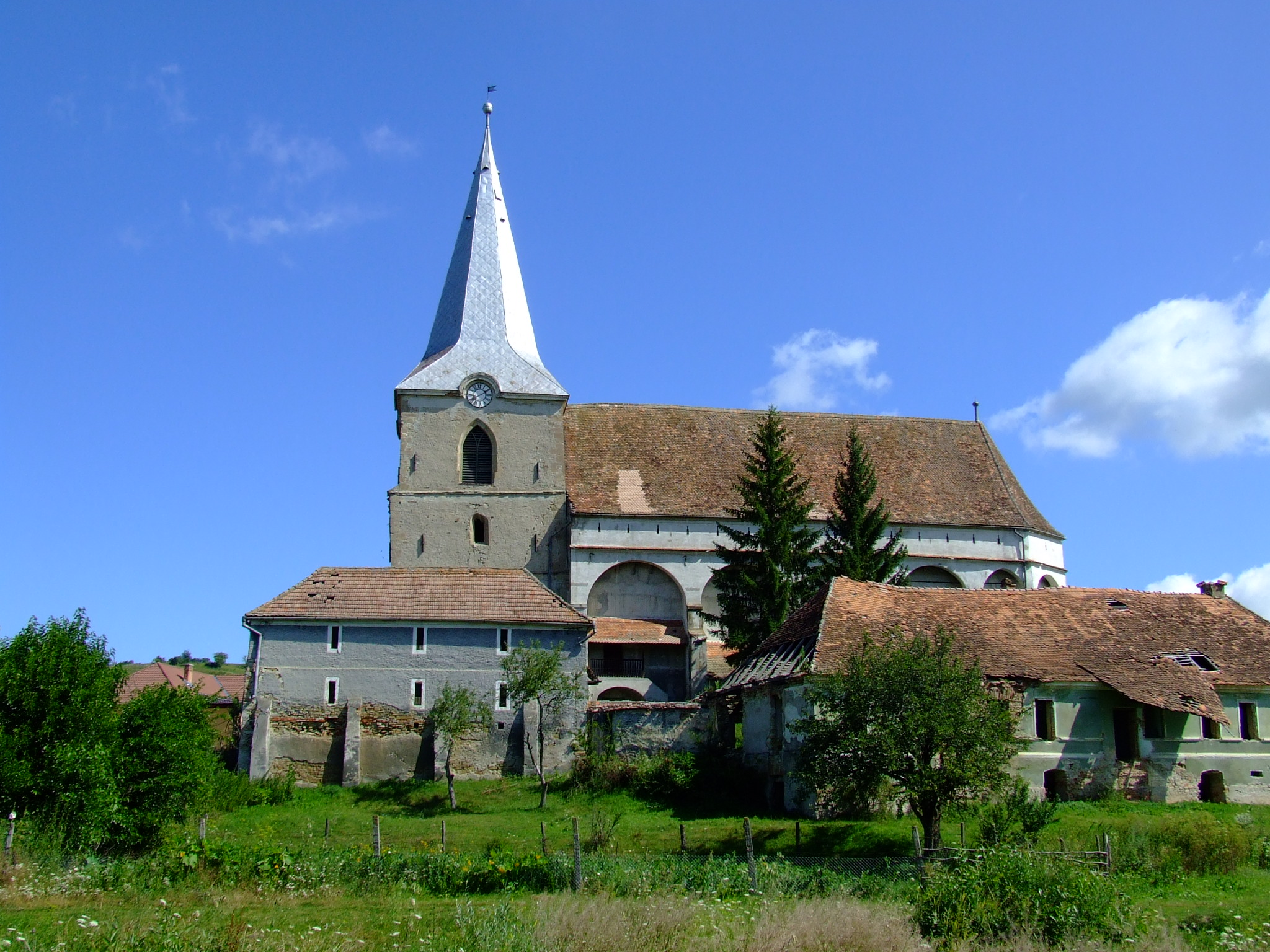
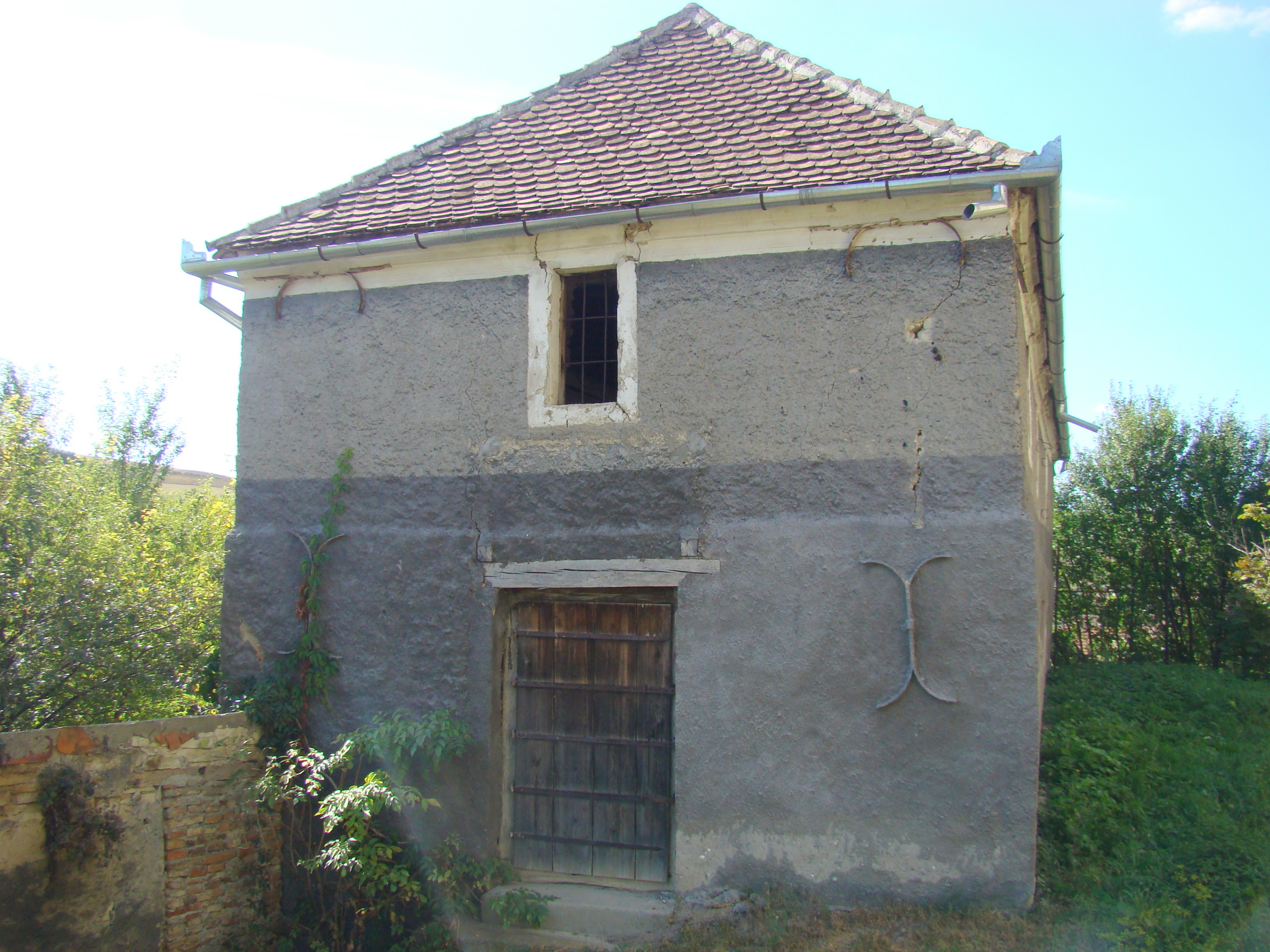
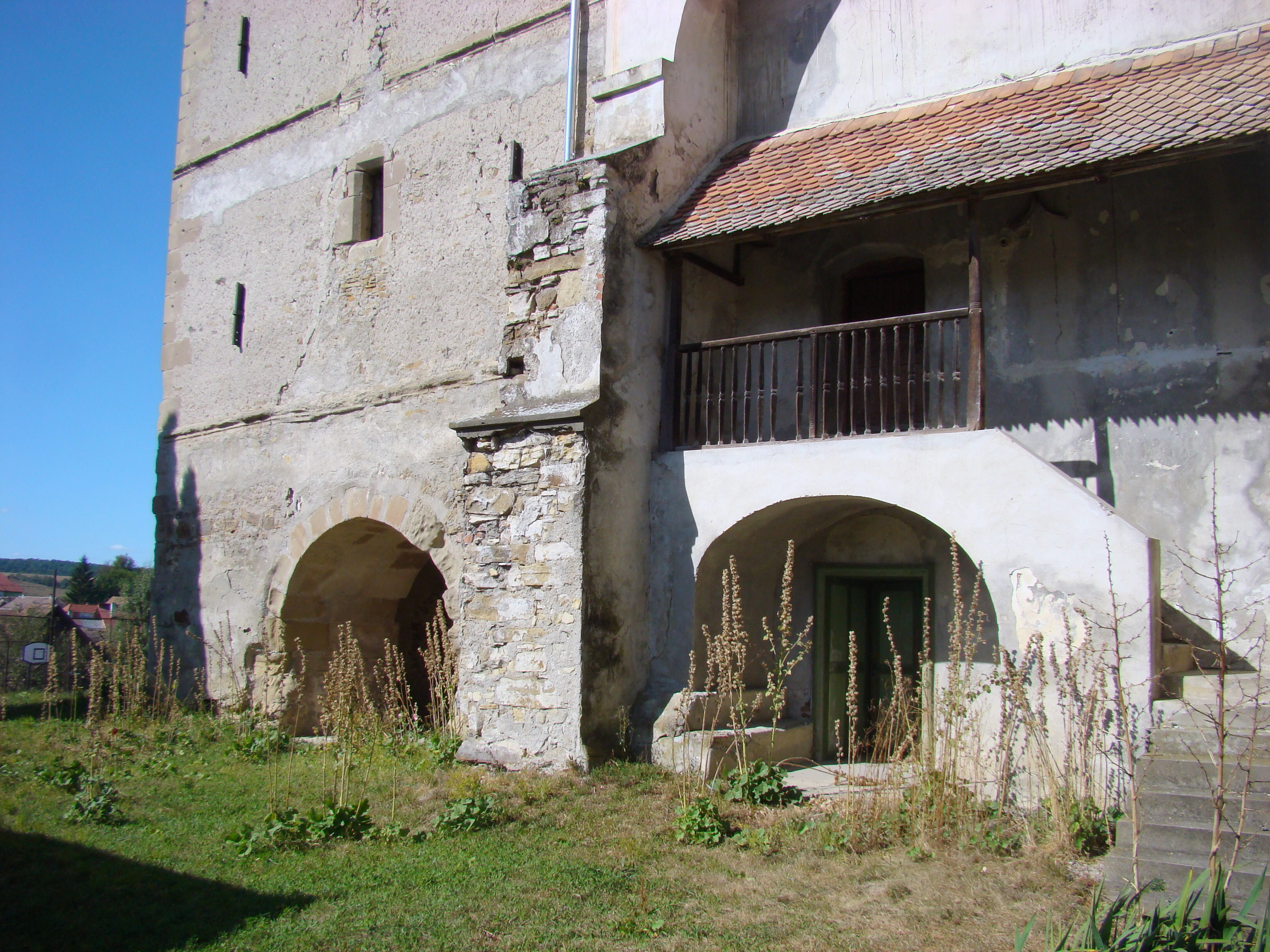
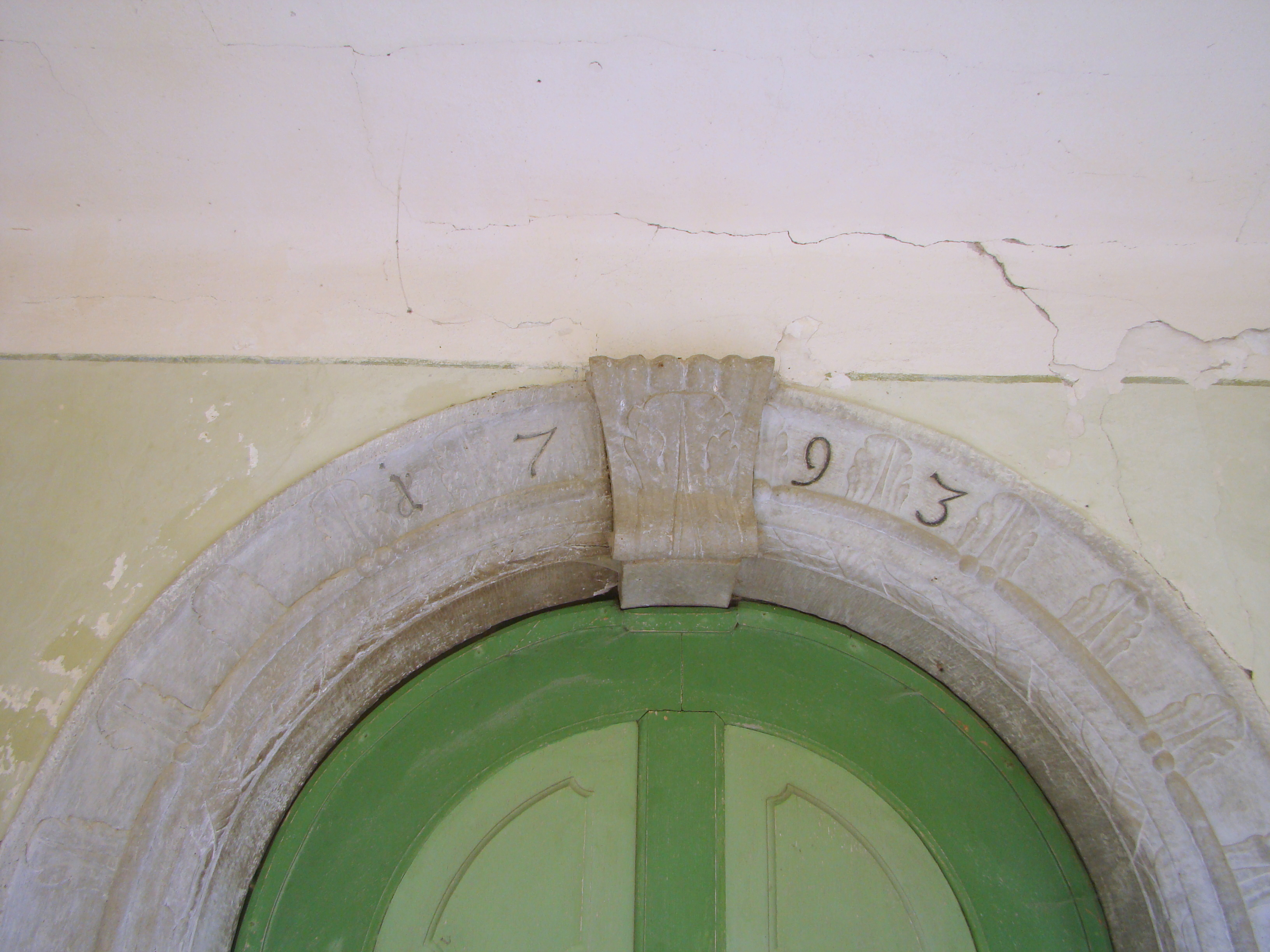
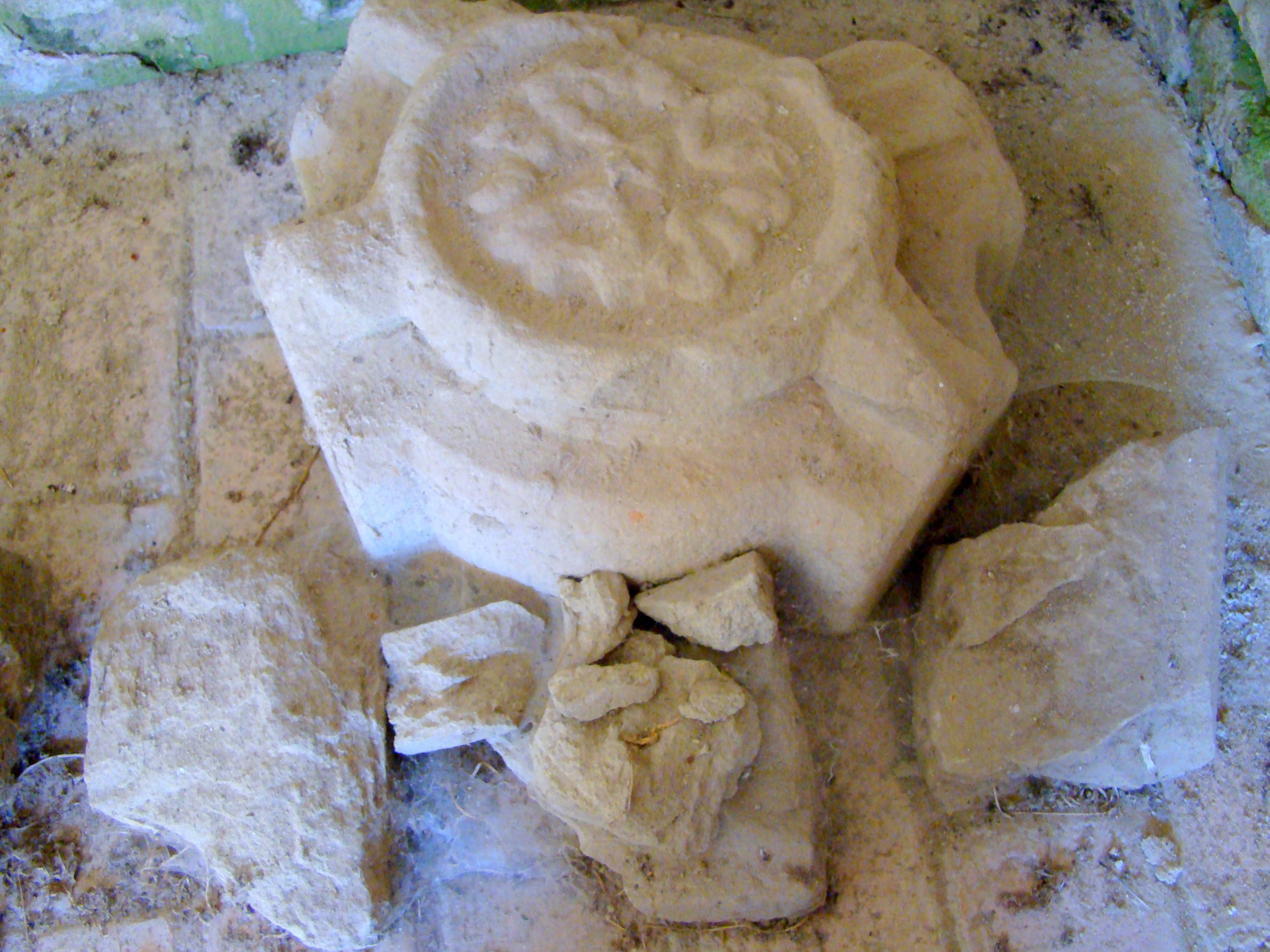
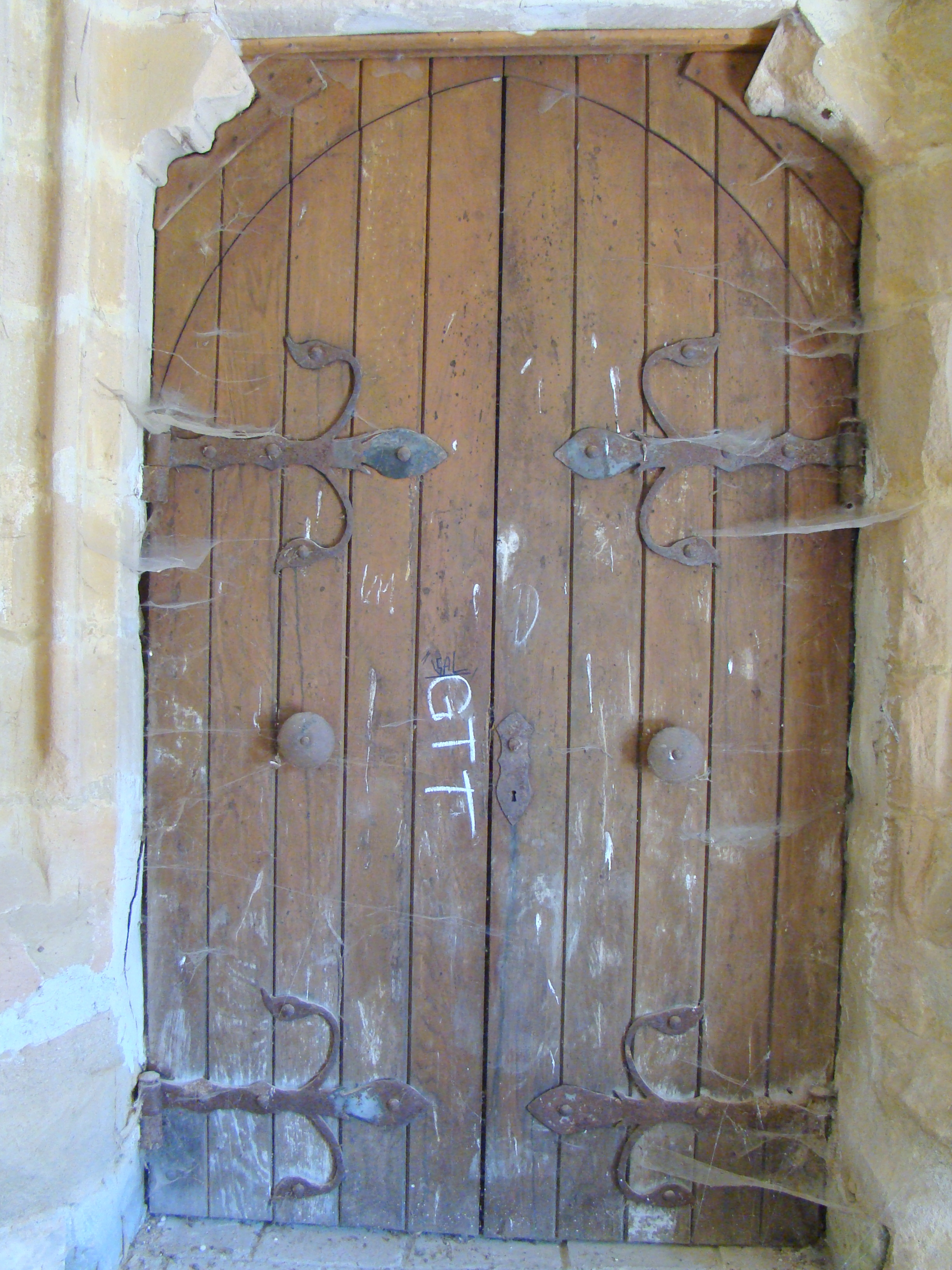
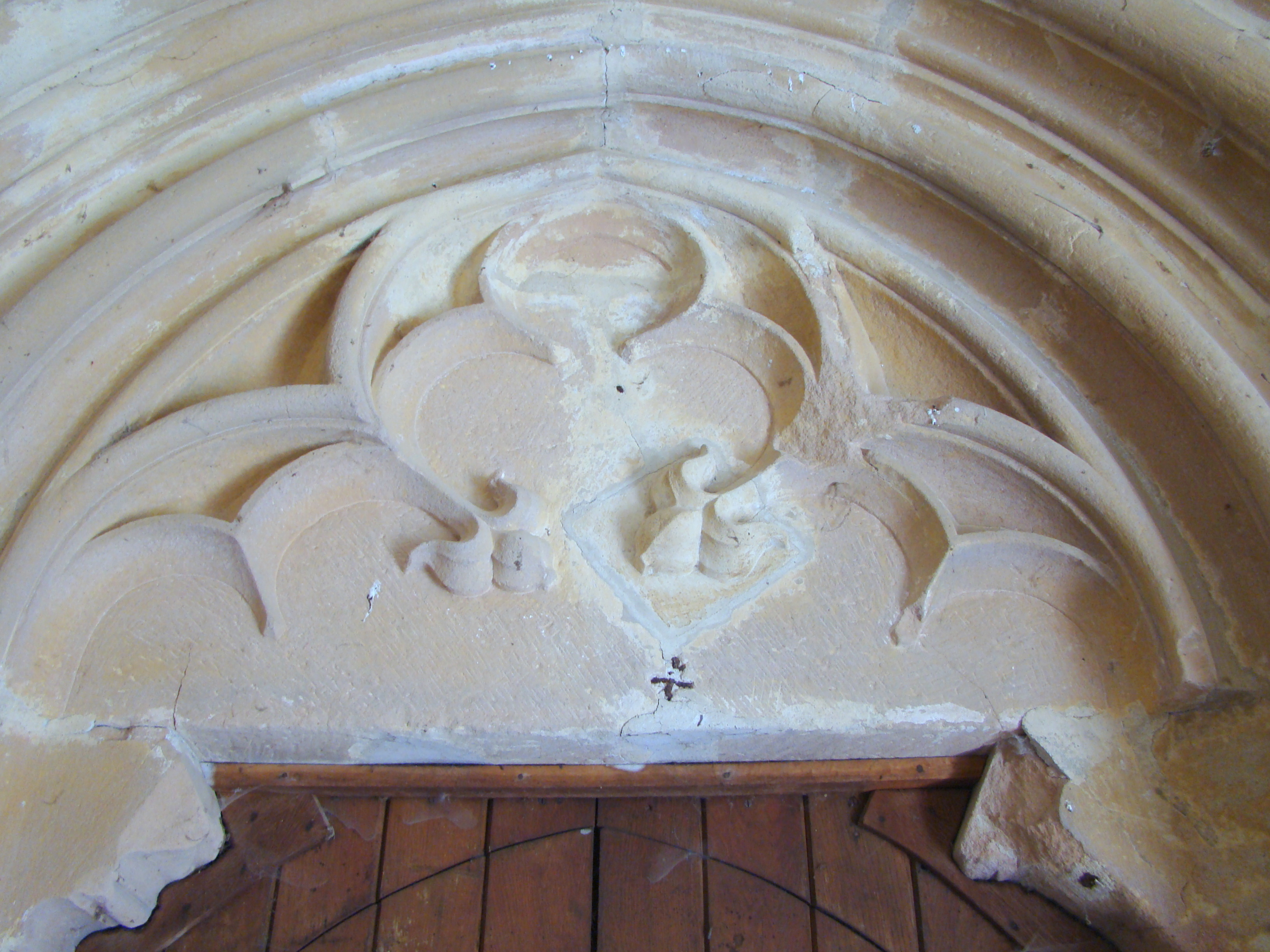
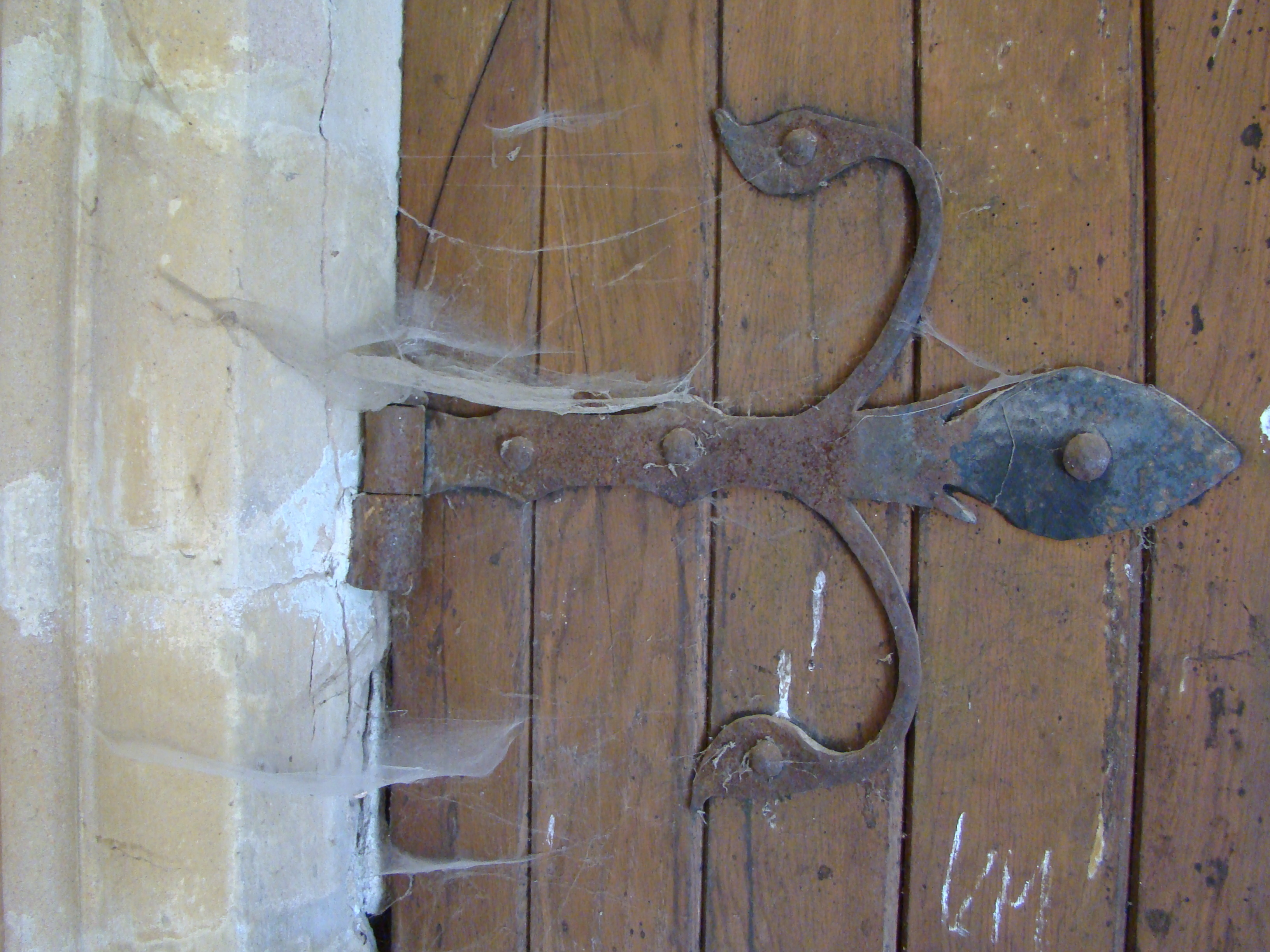
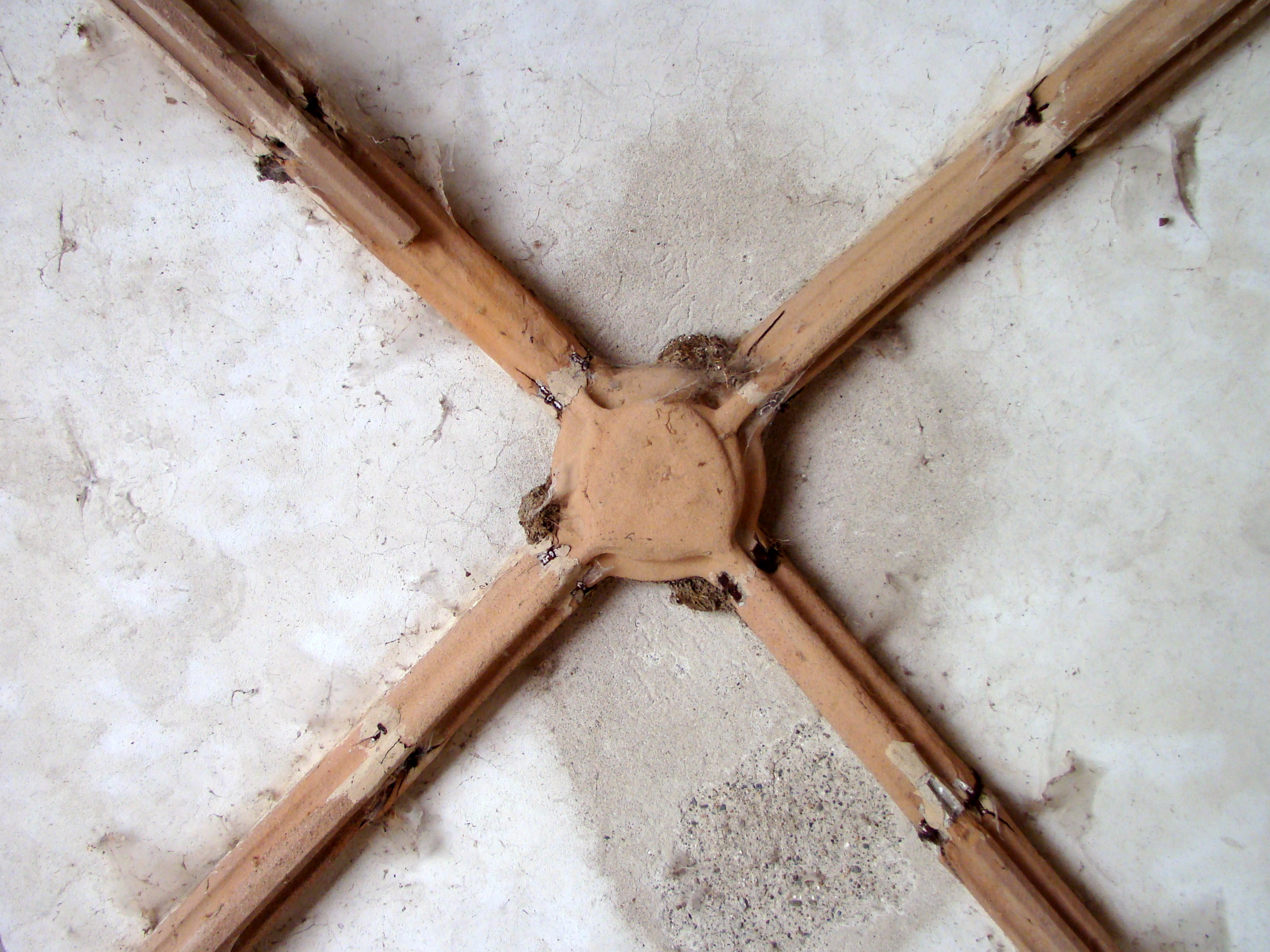
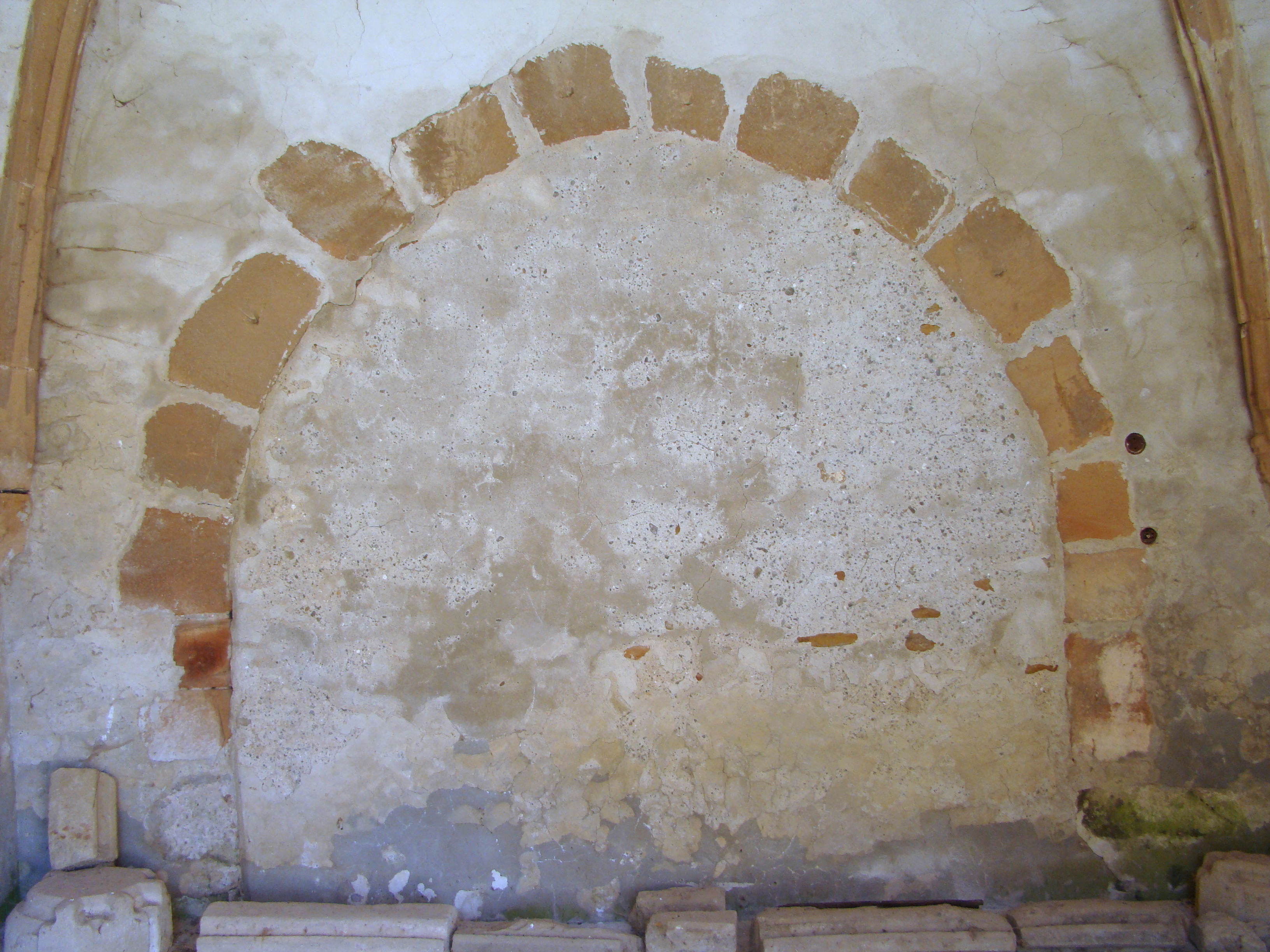
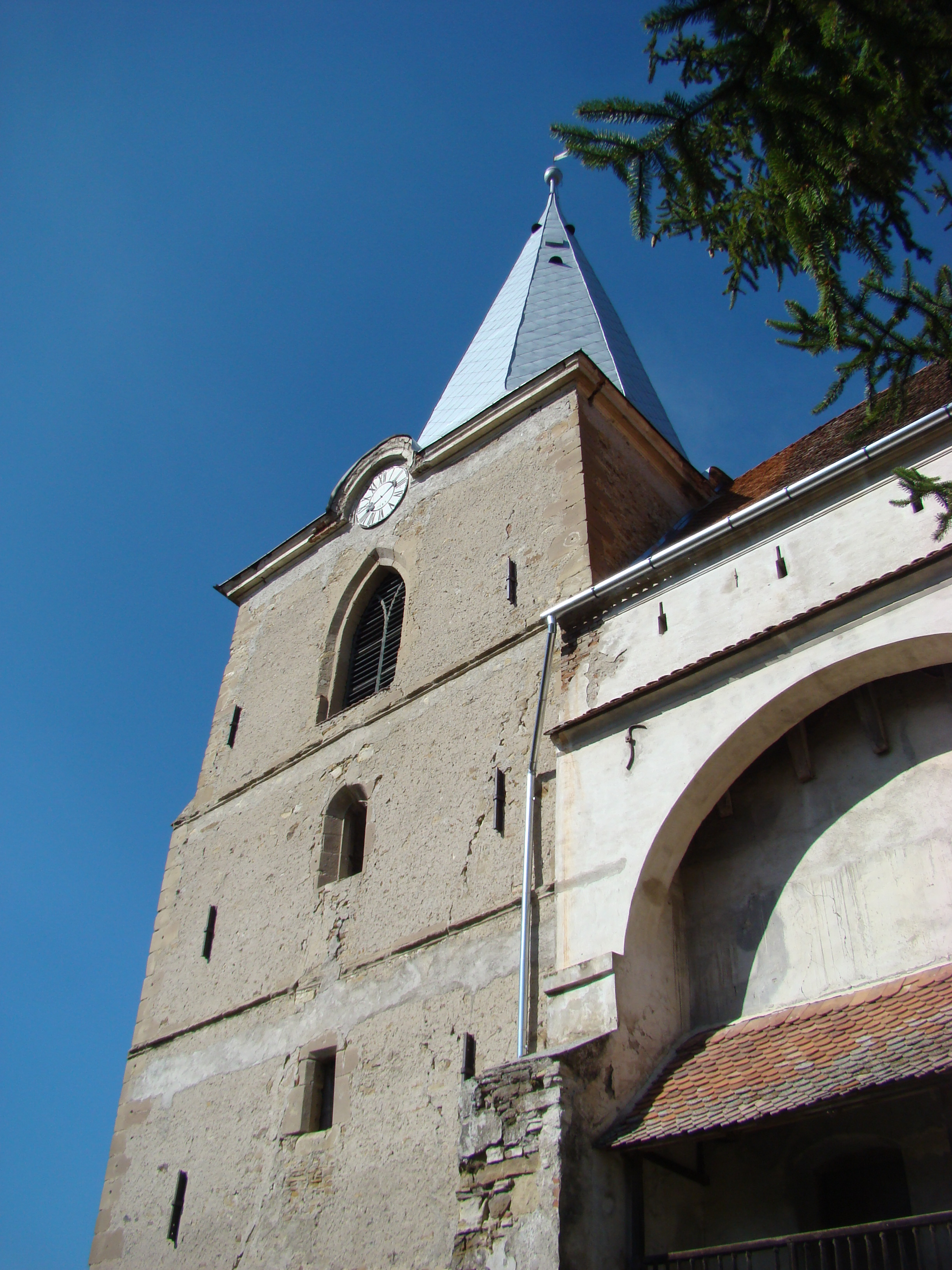
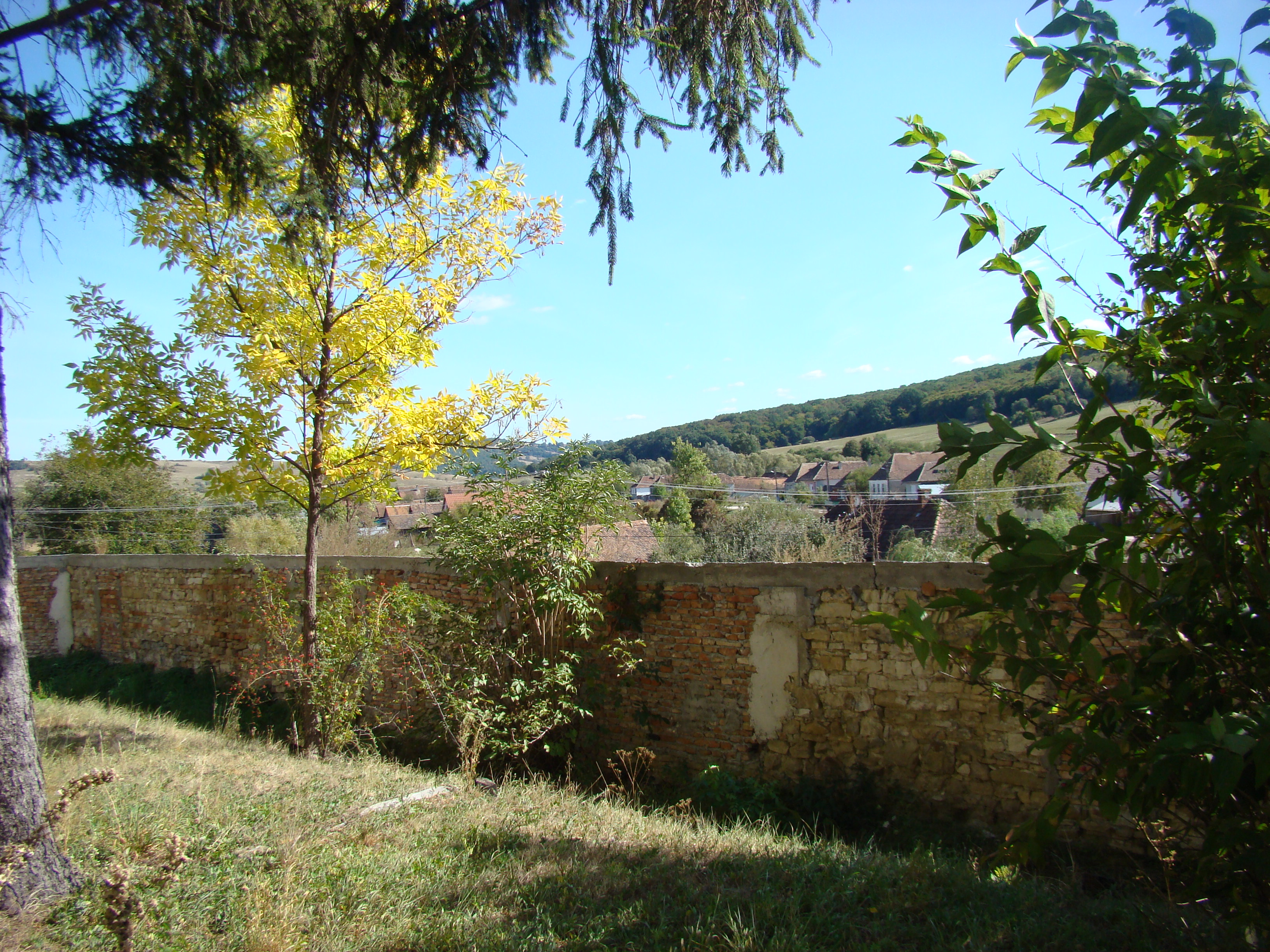
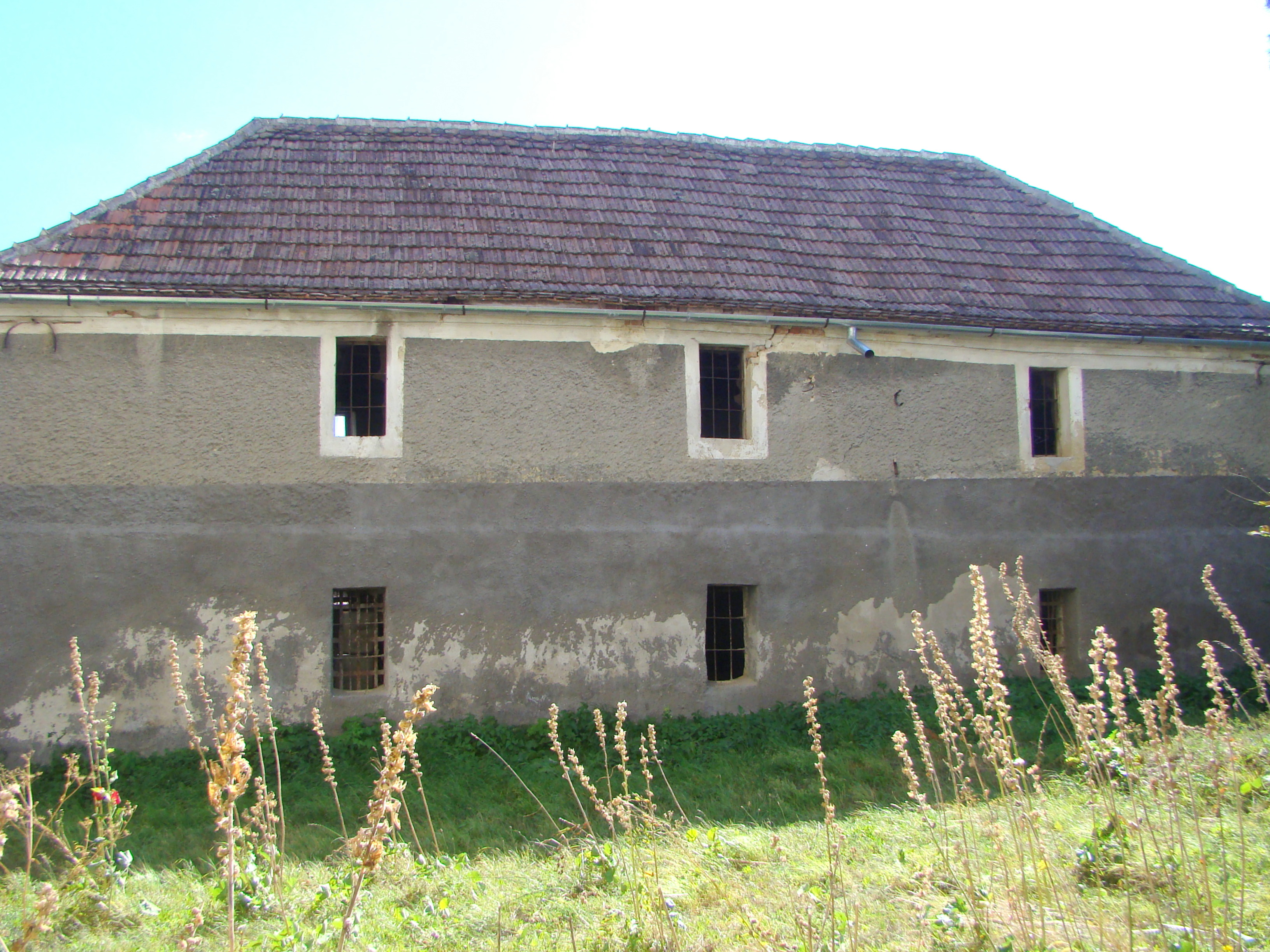
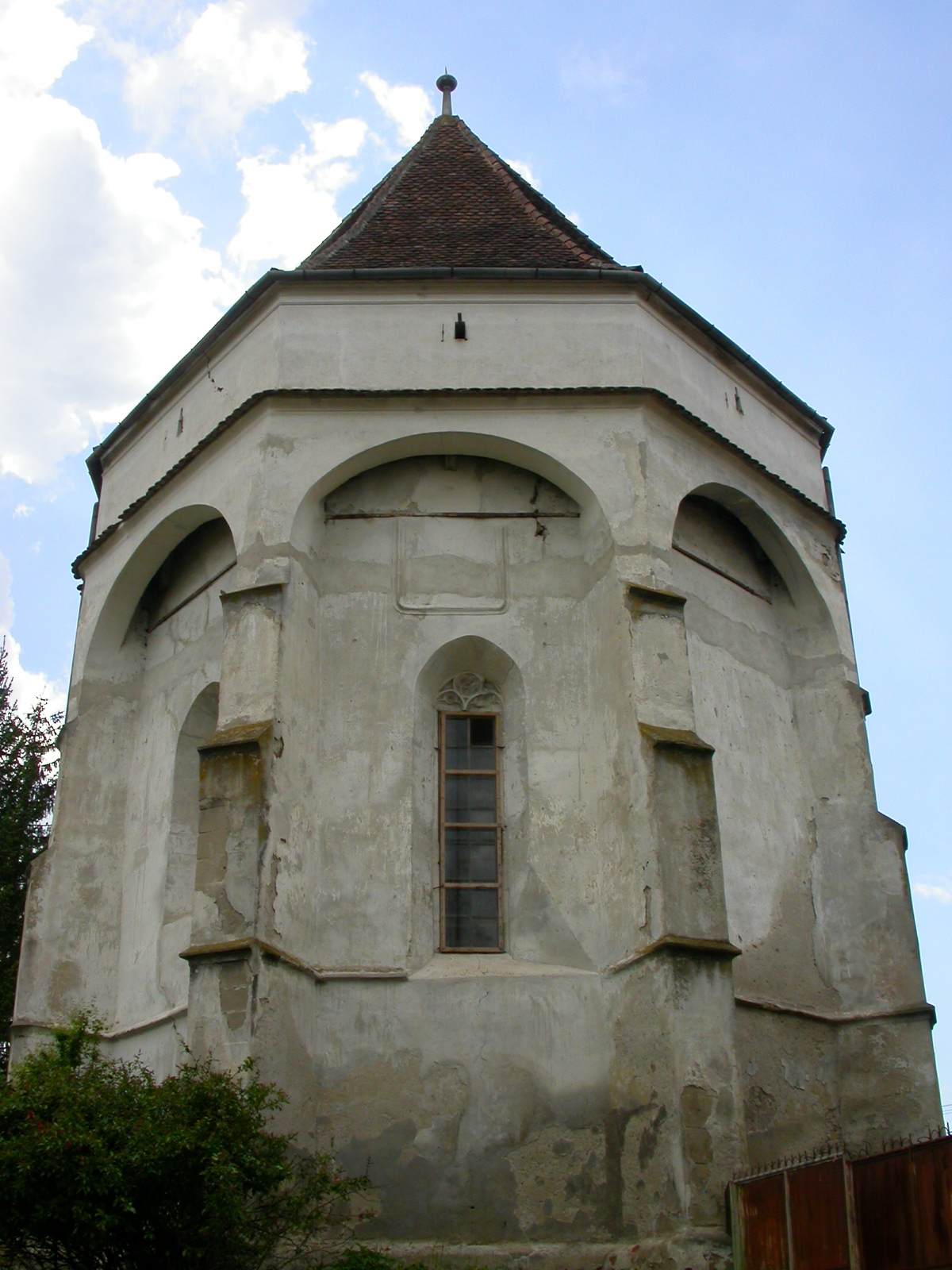
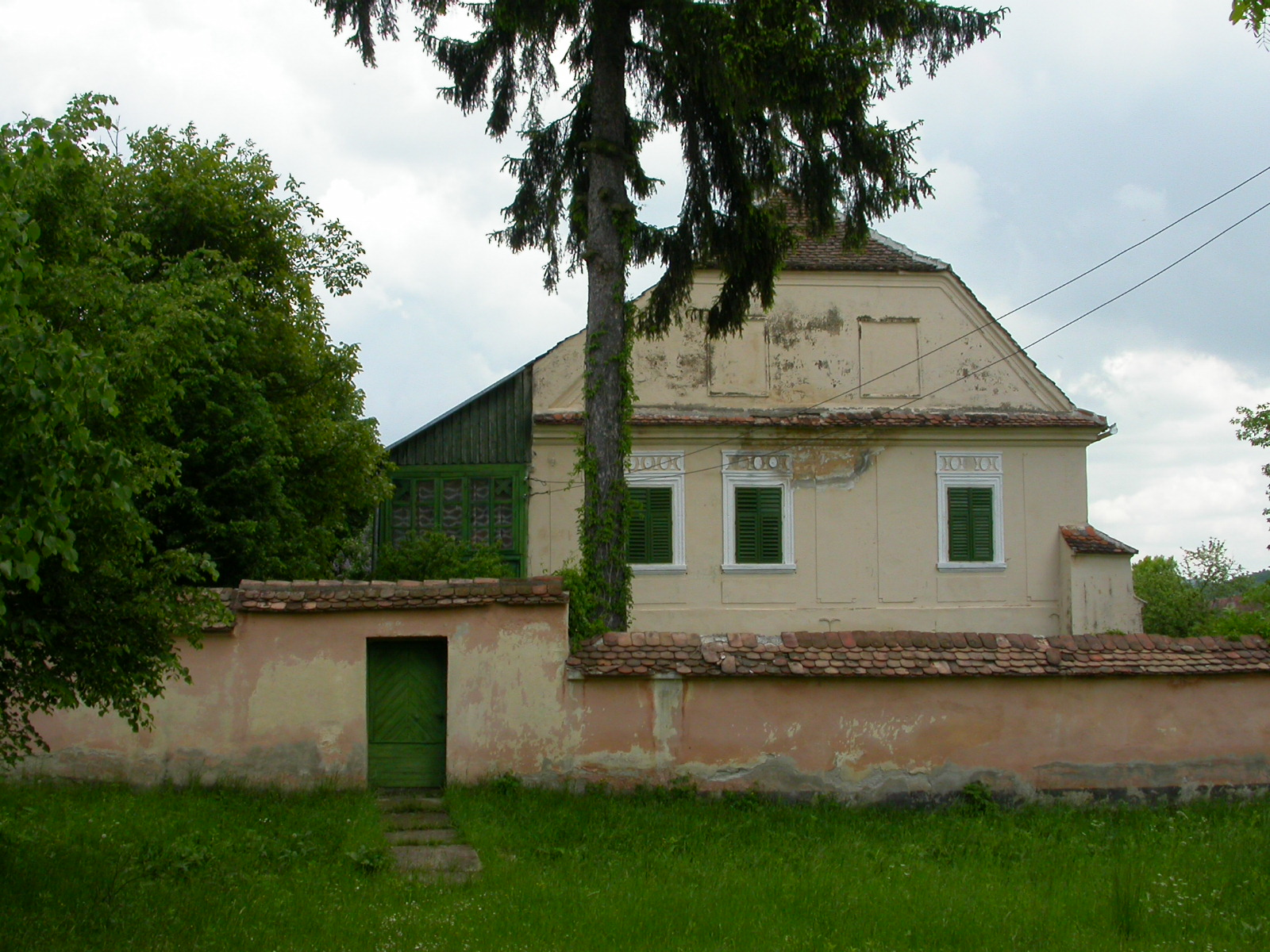

## Imagini din interior

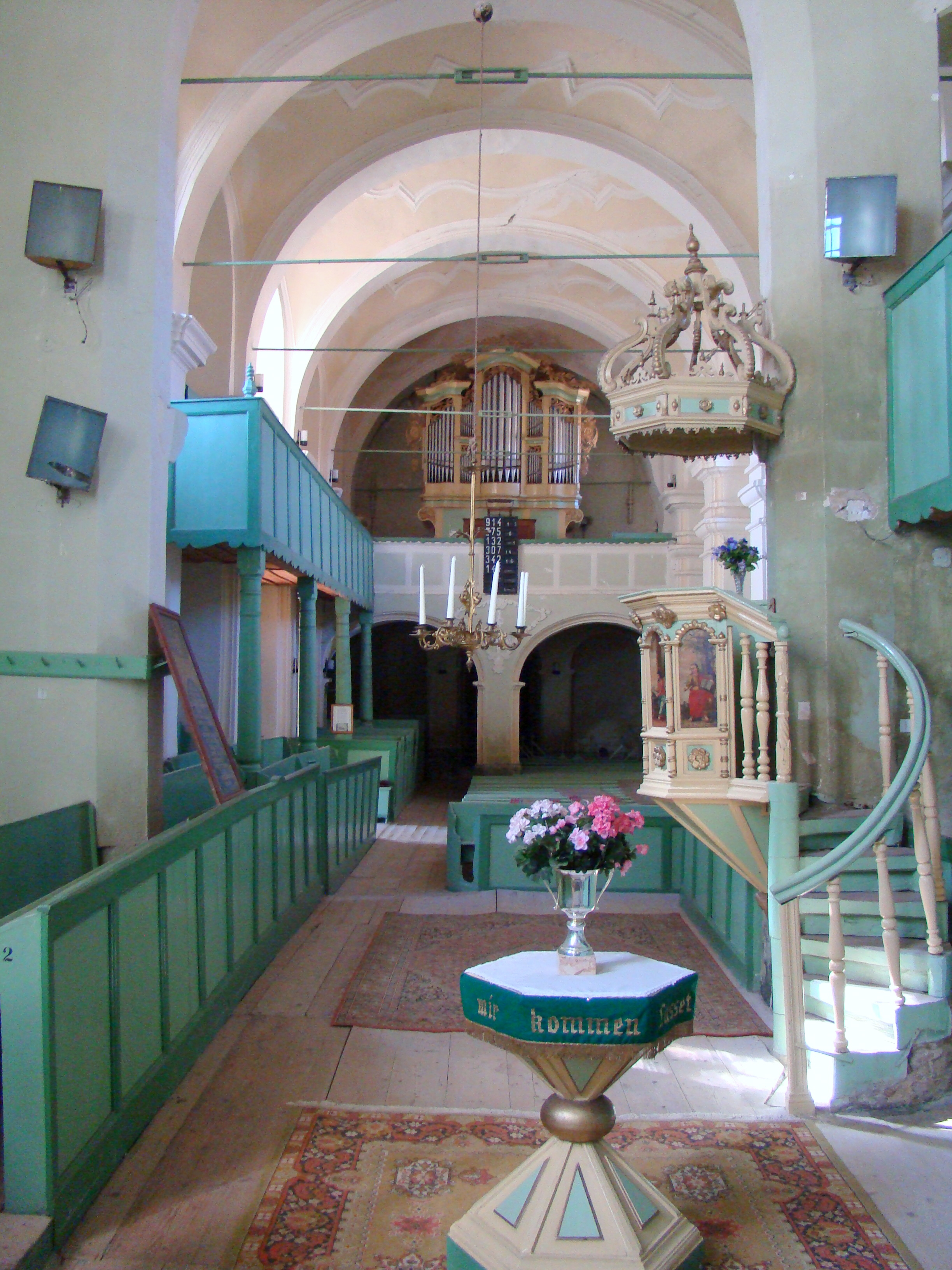
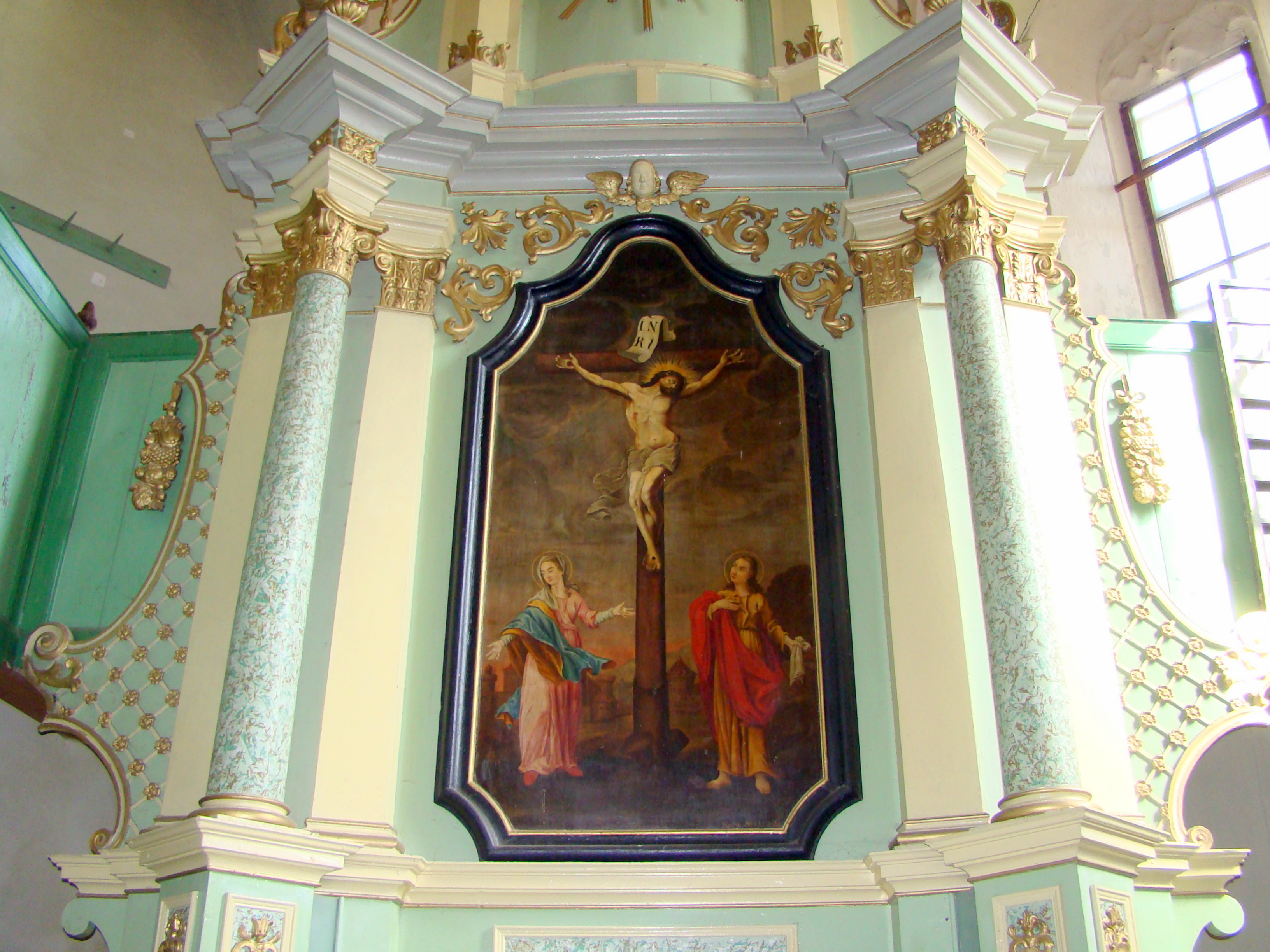
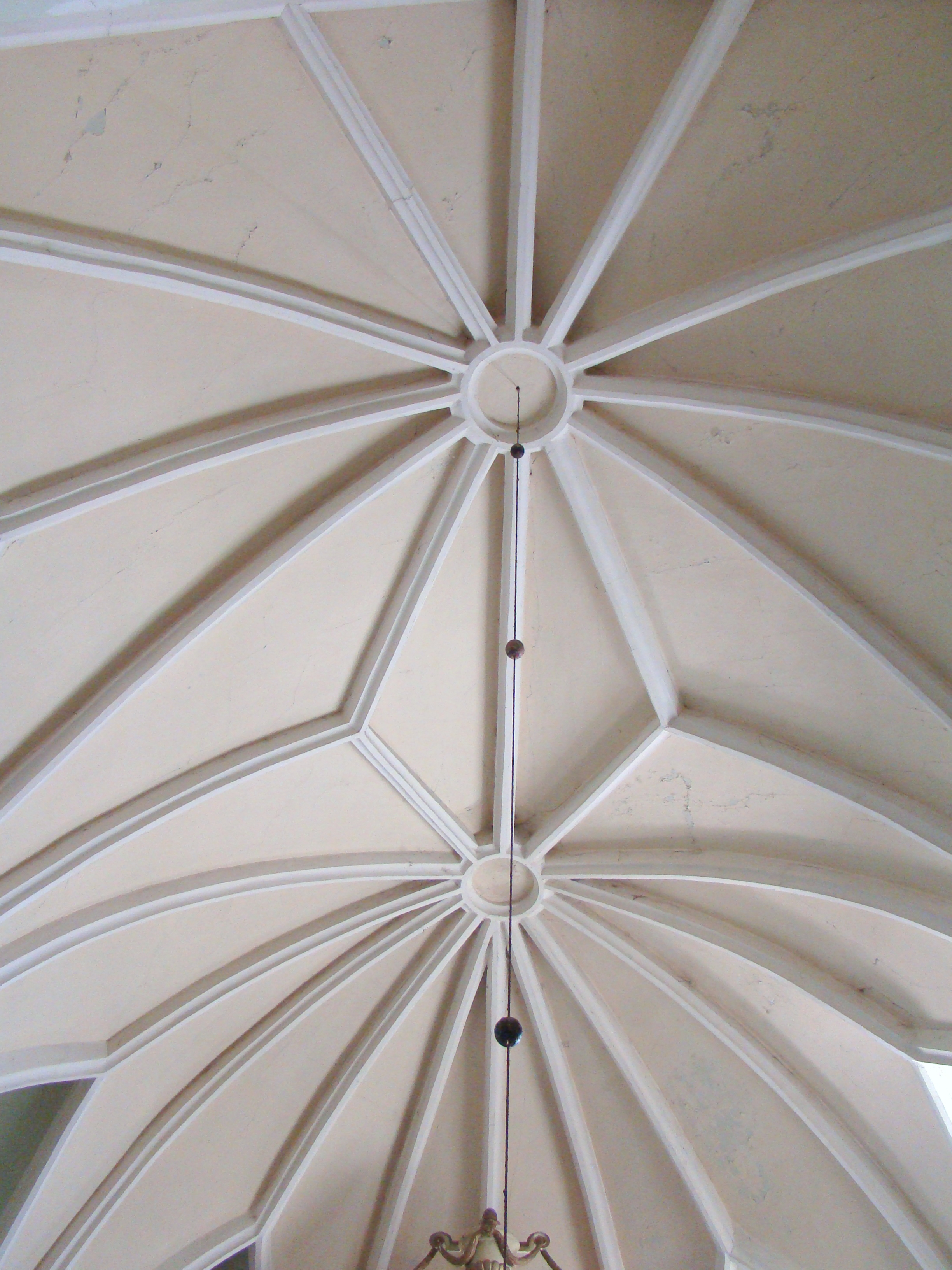
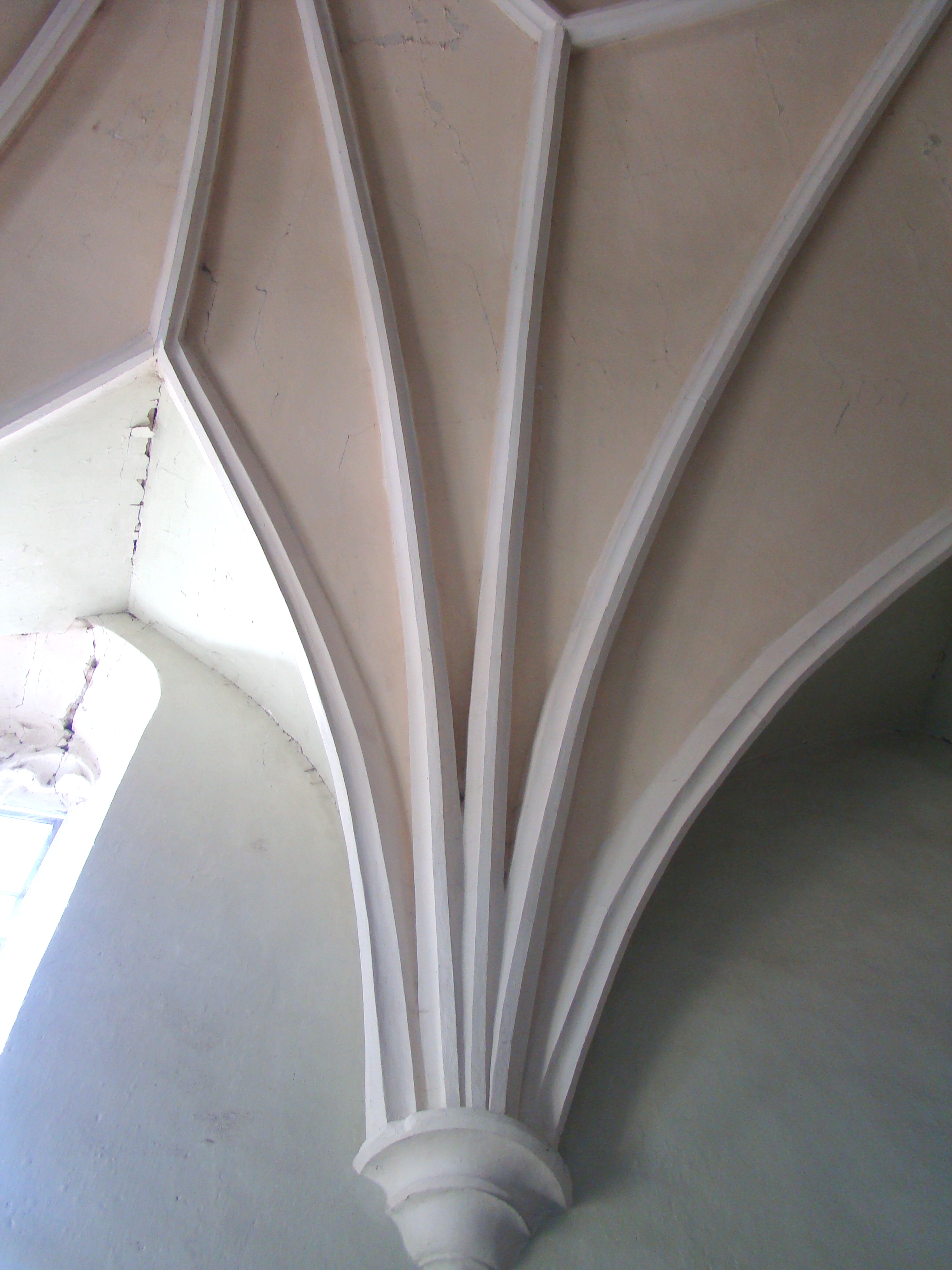
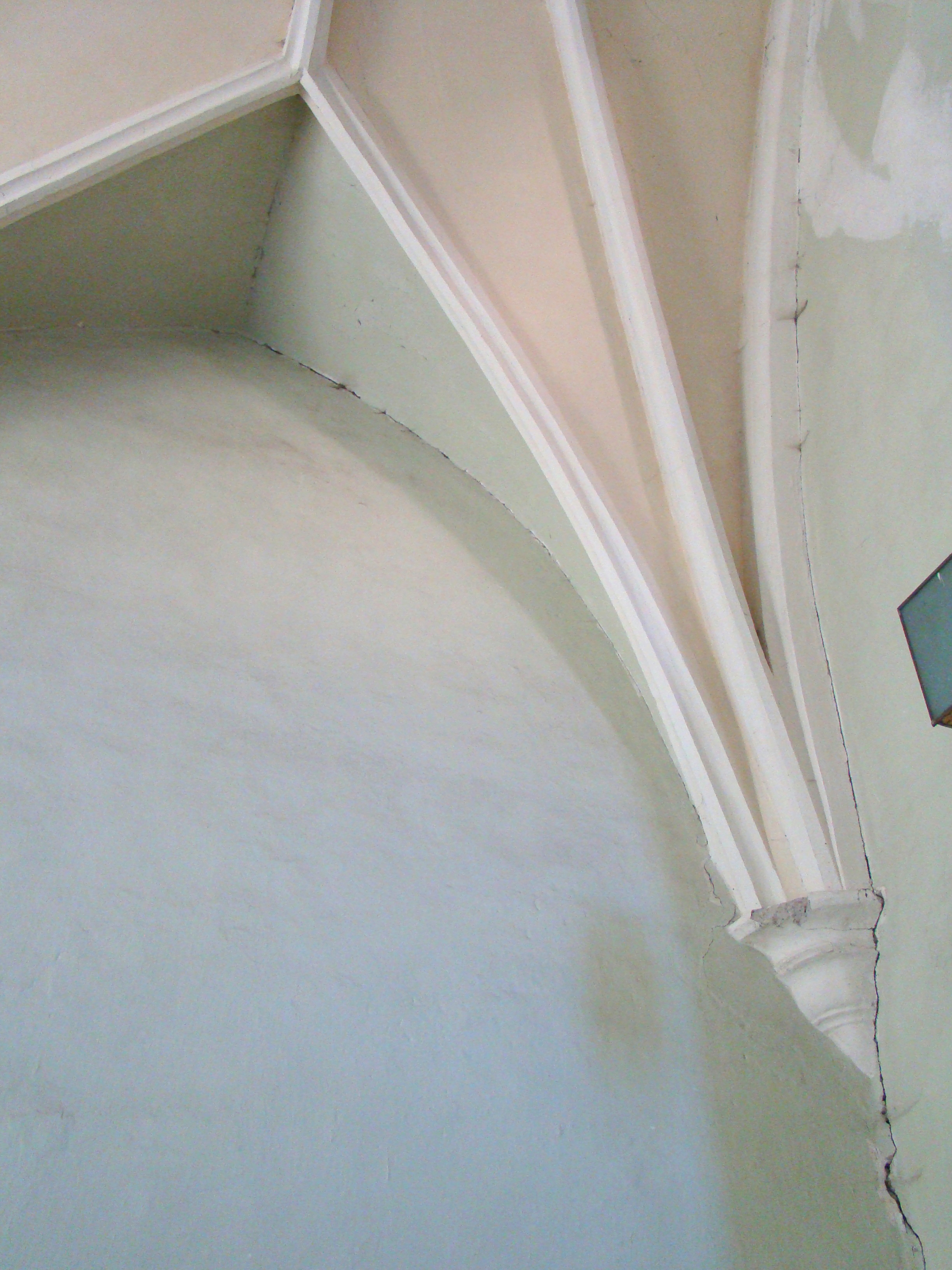
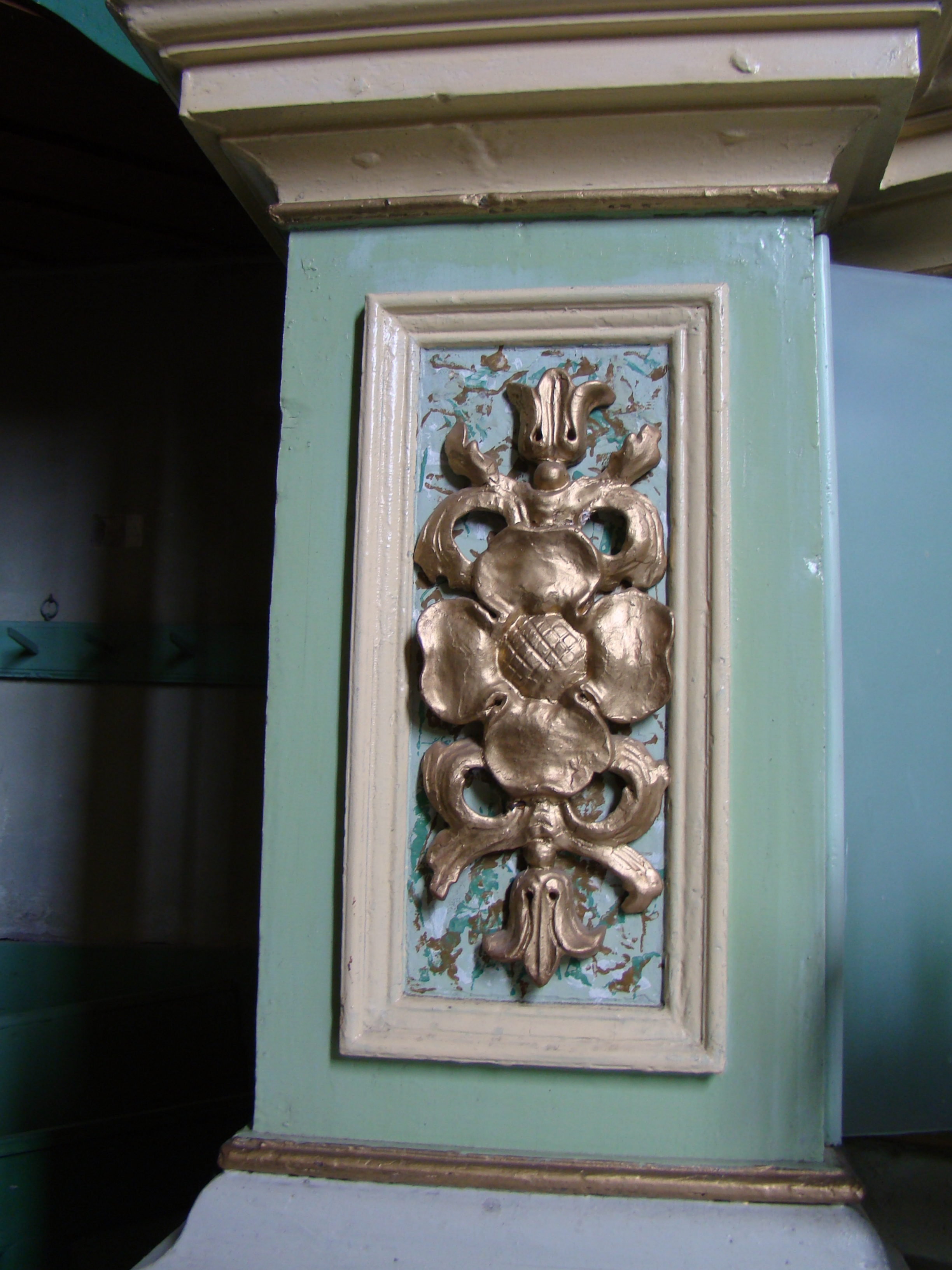
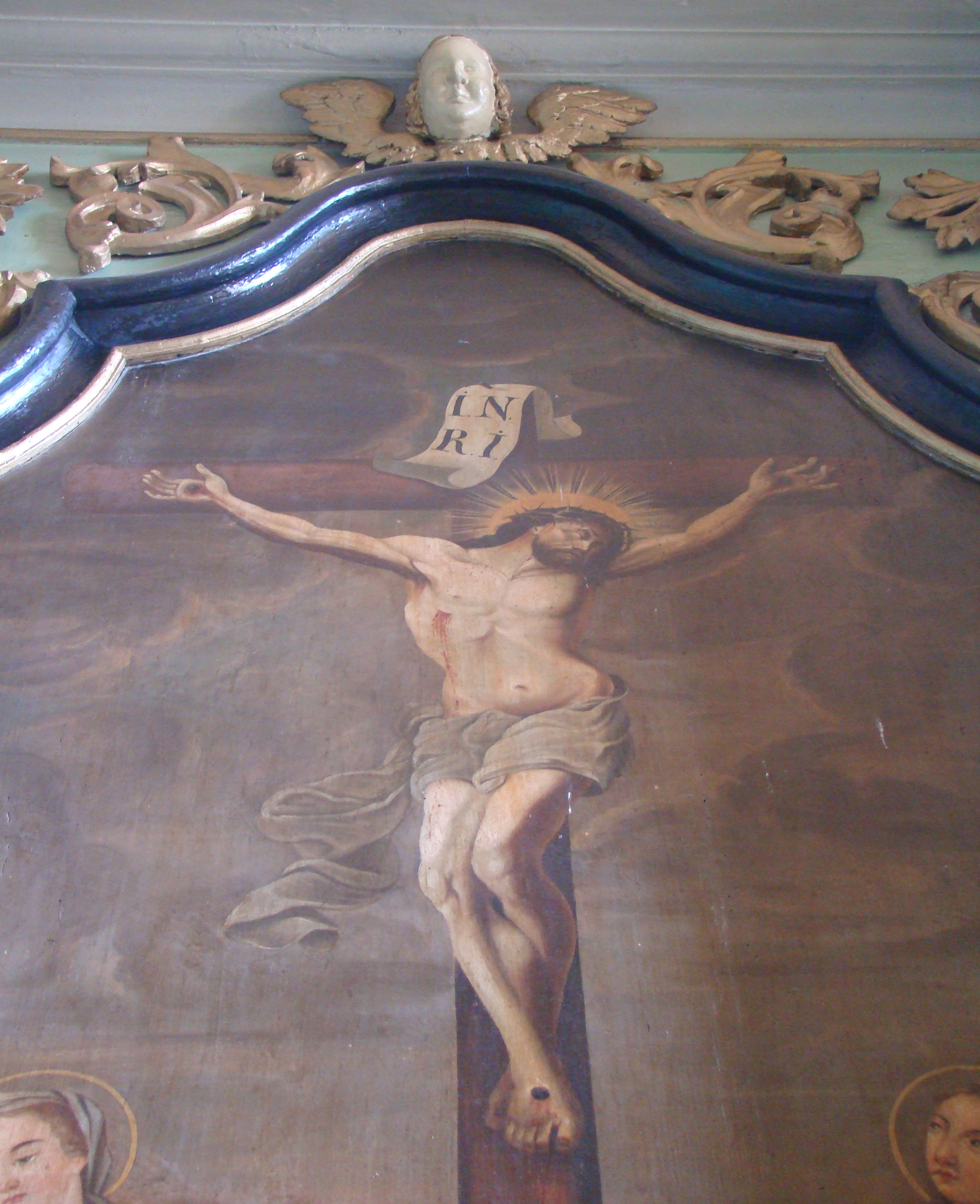
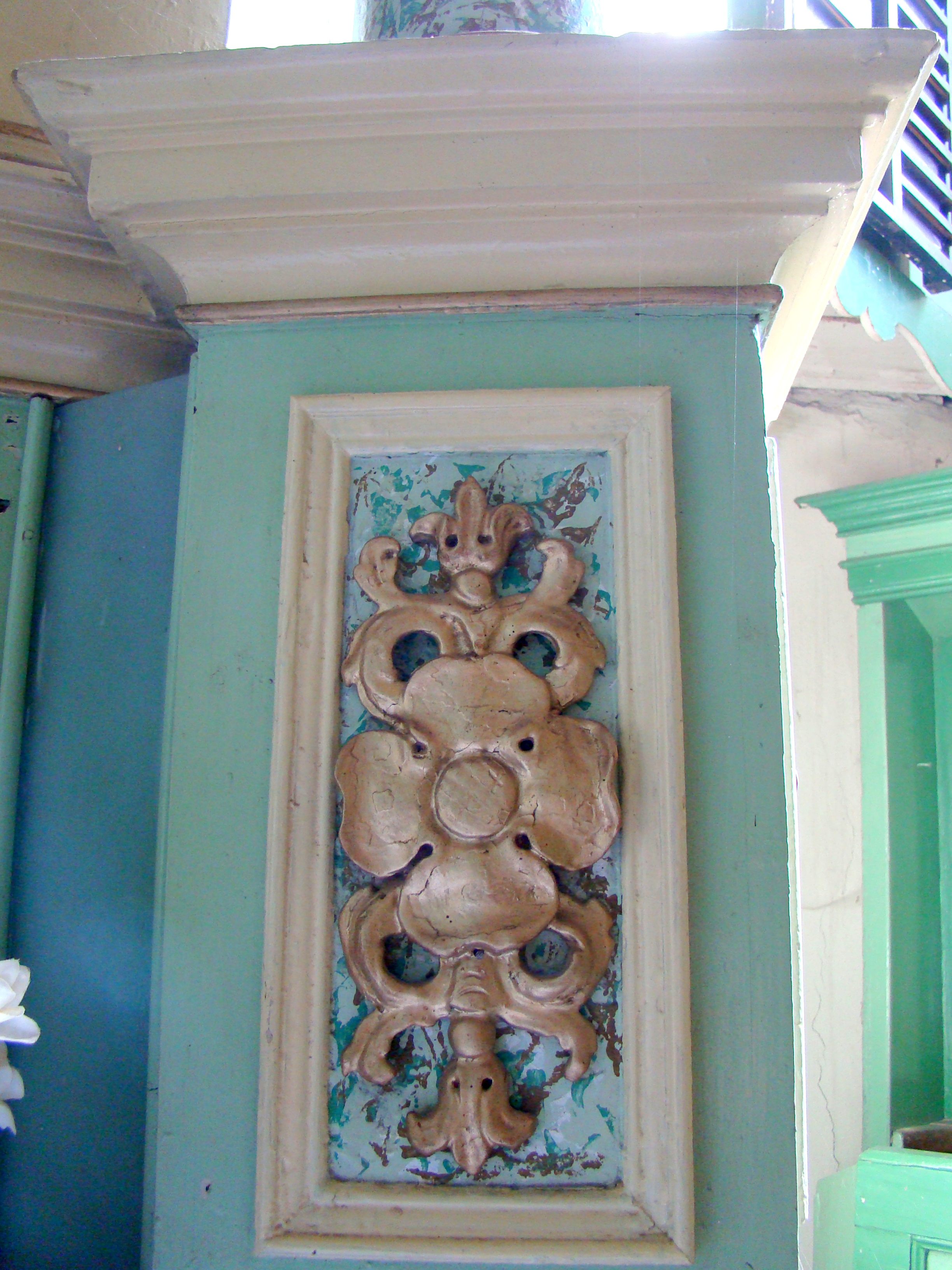
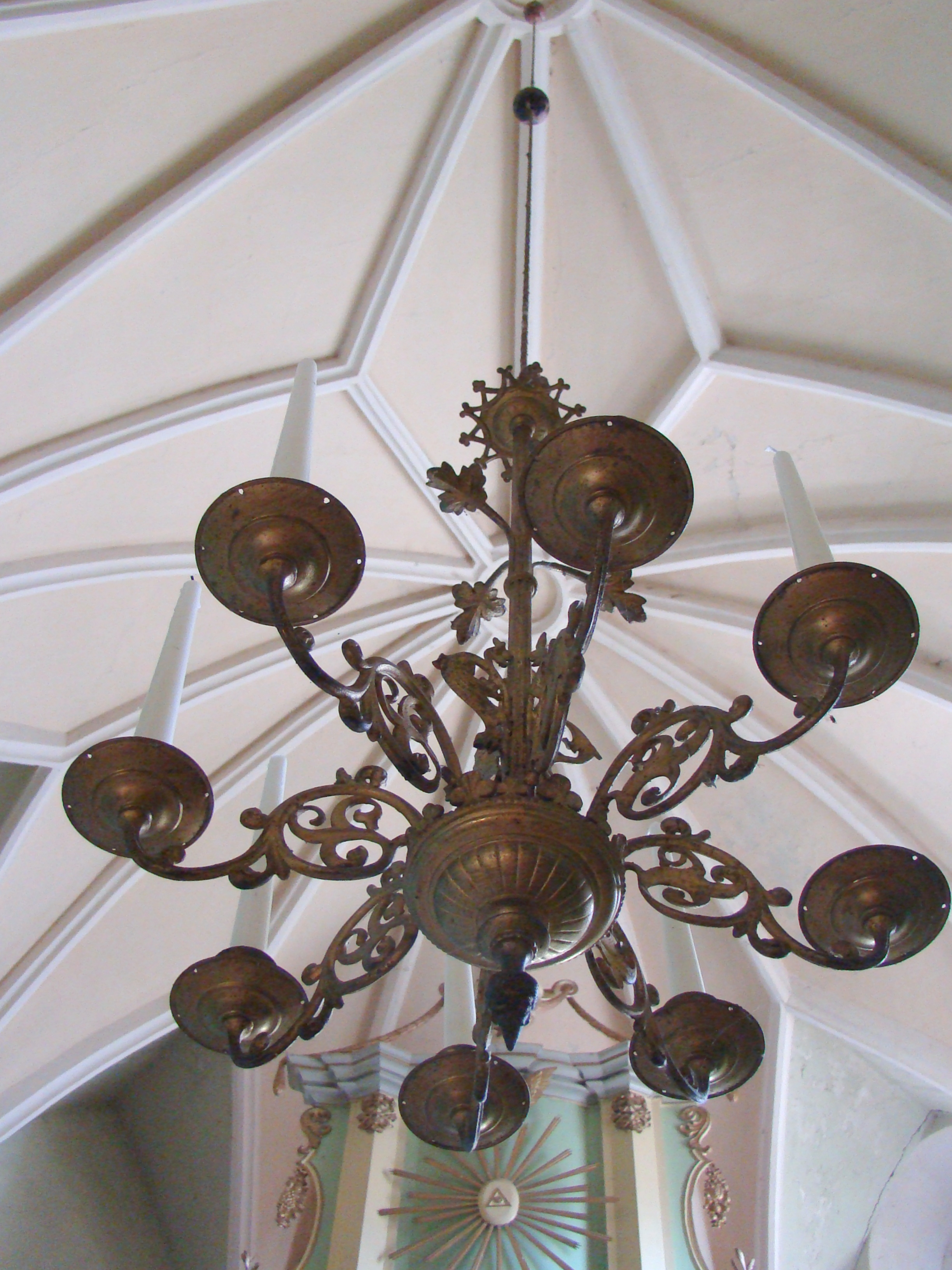
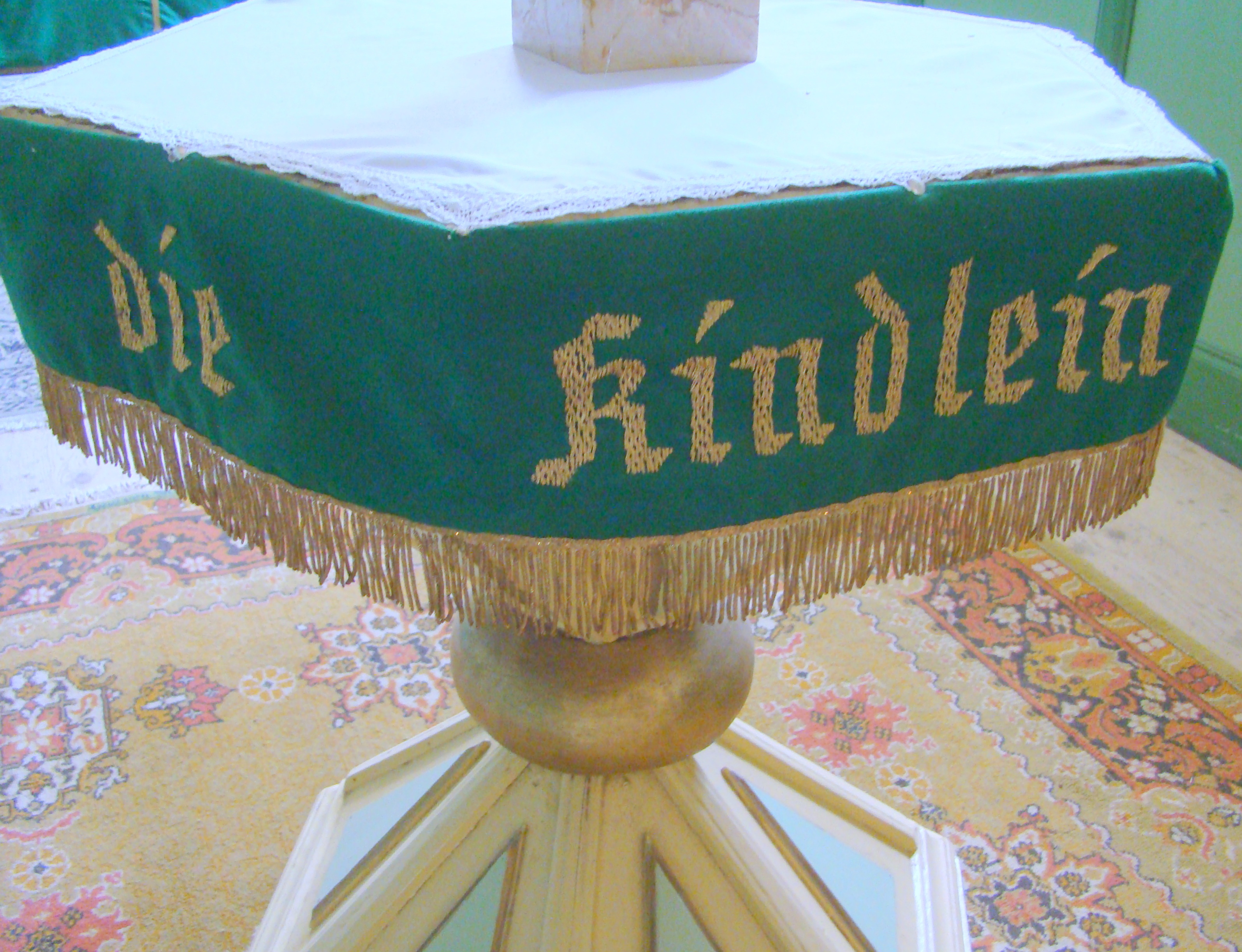
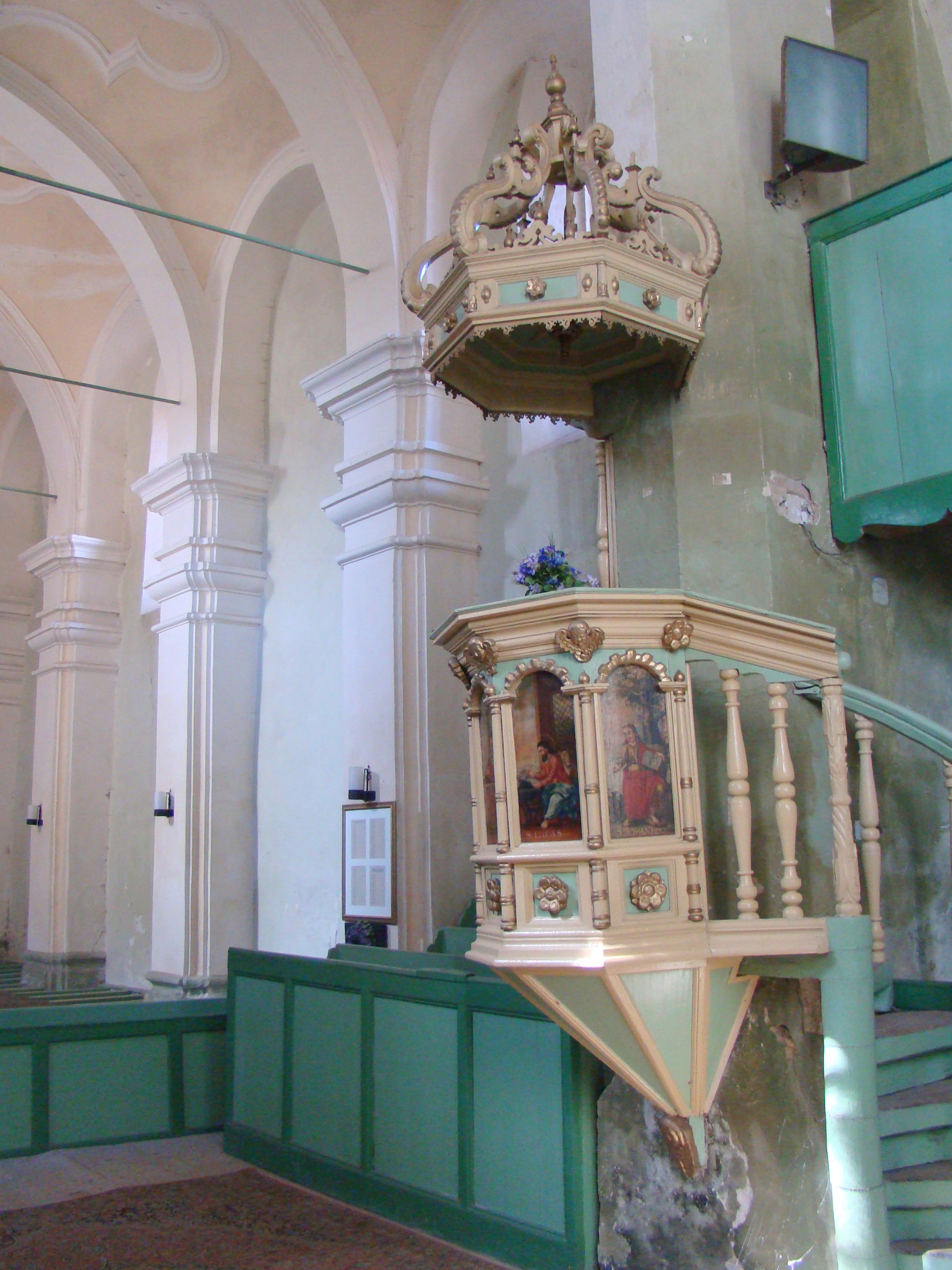
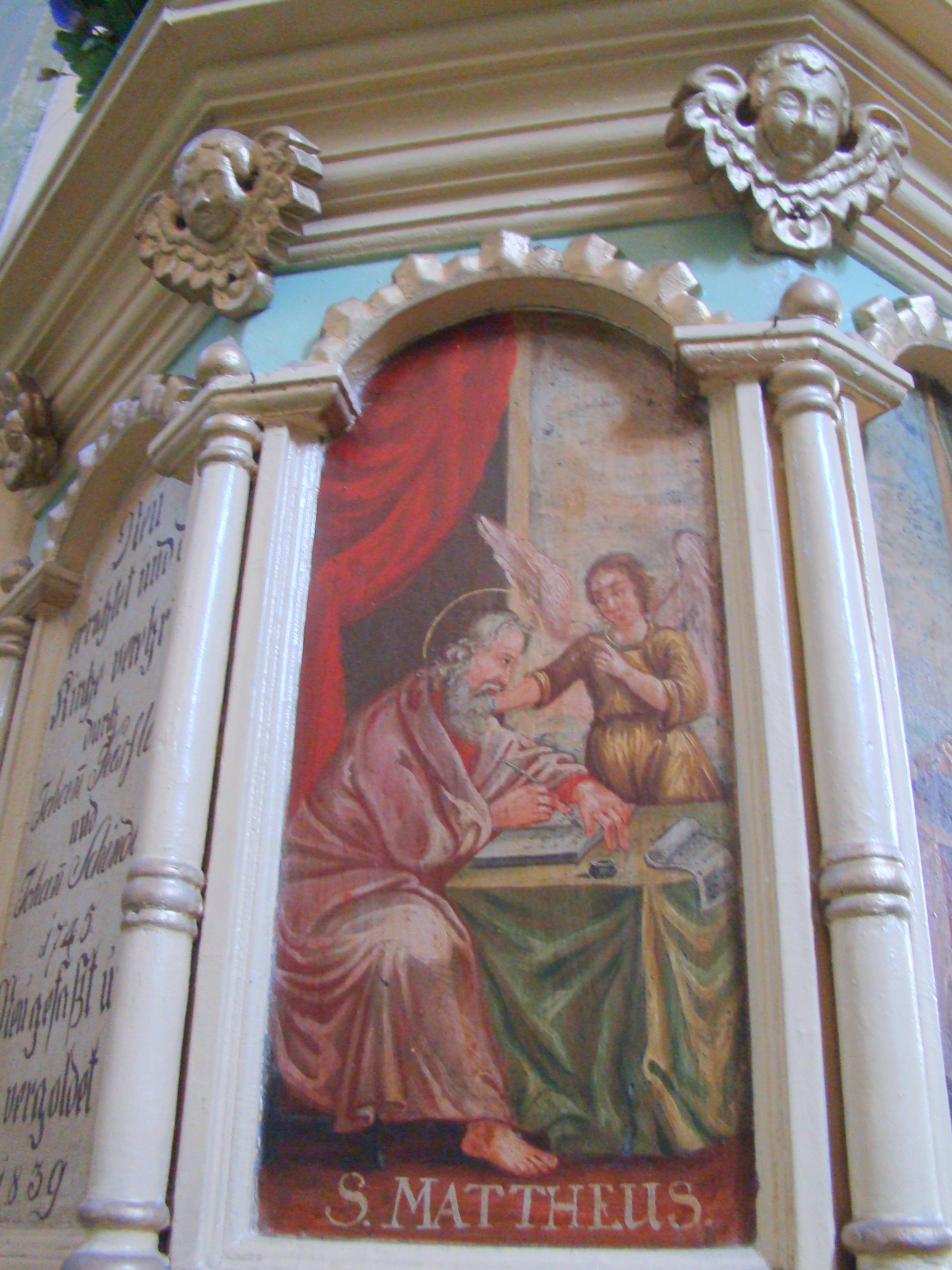
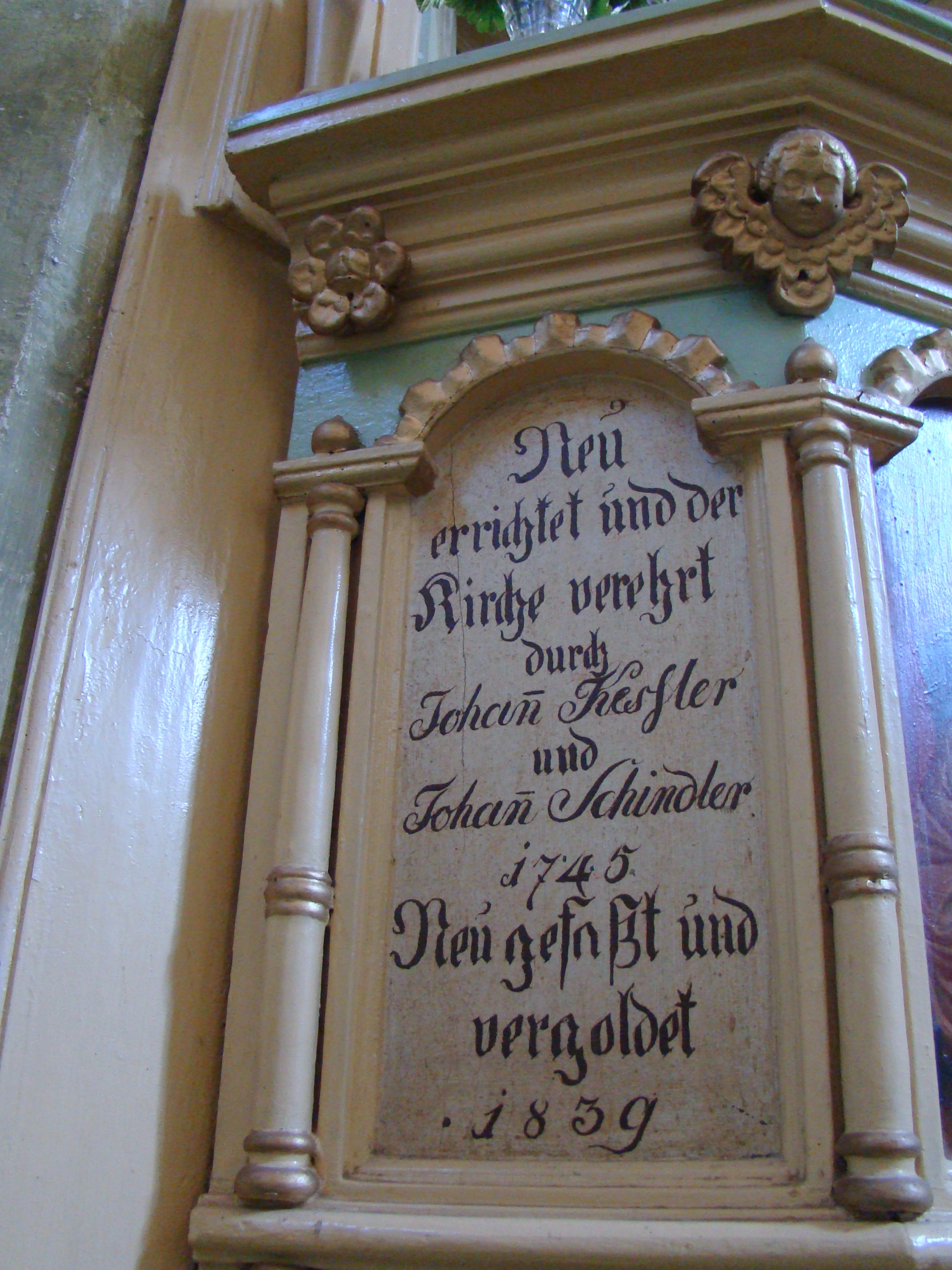
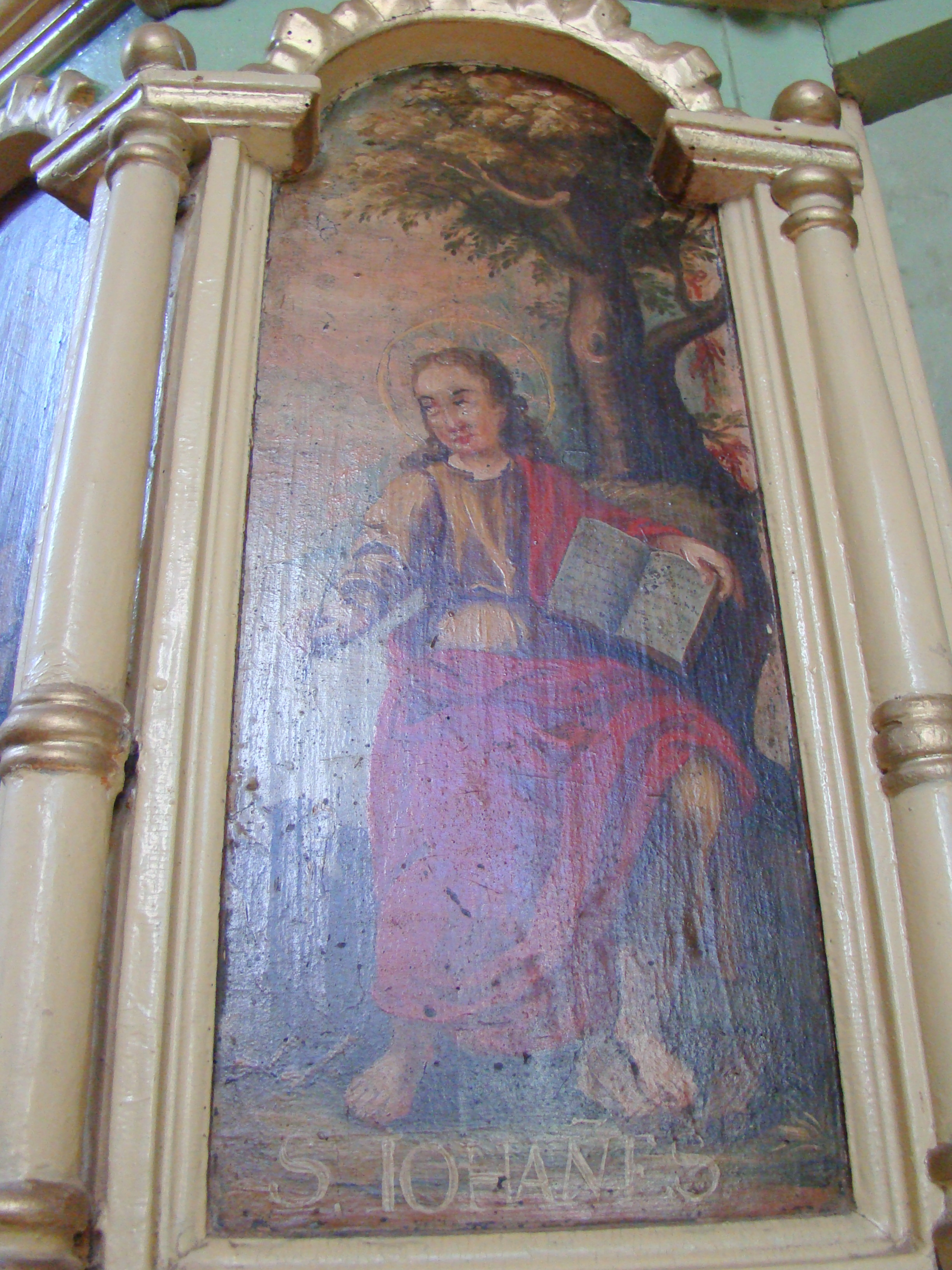
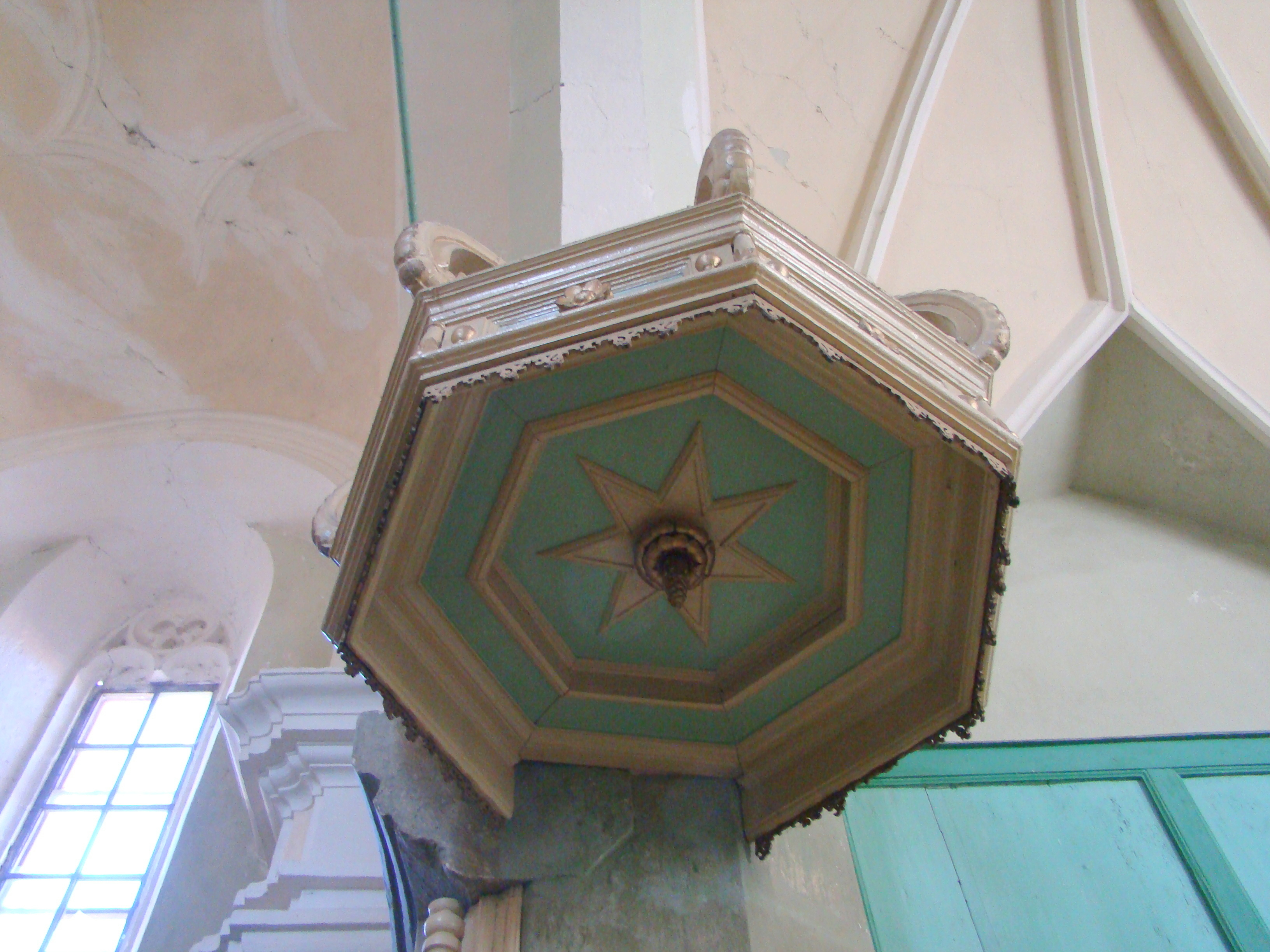
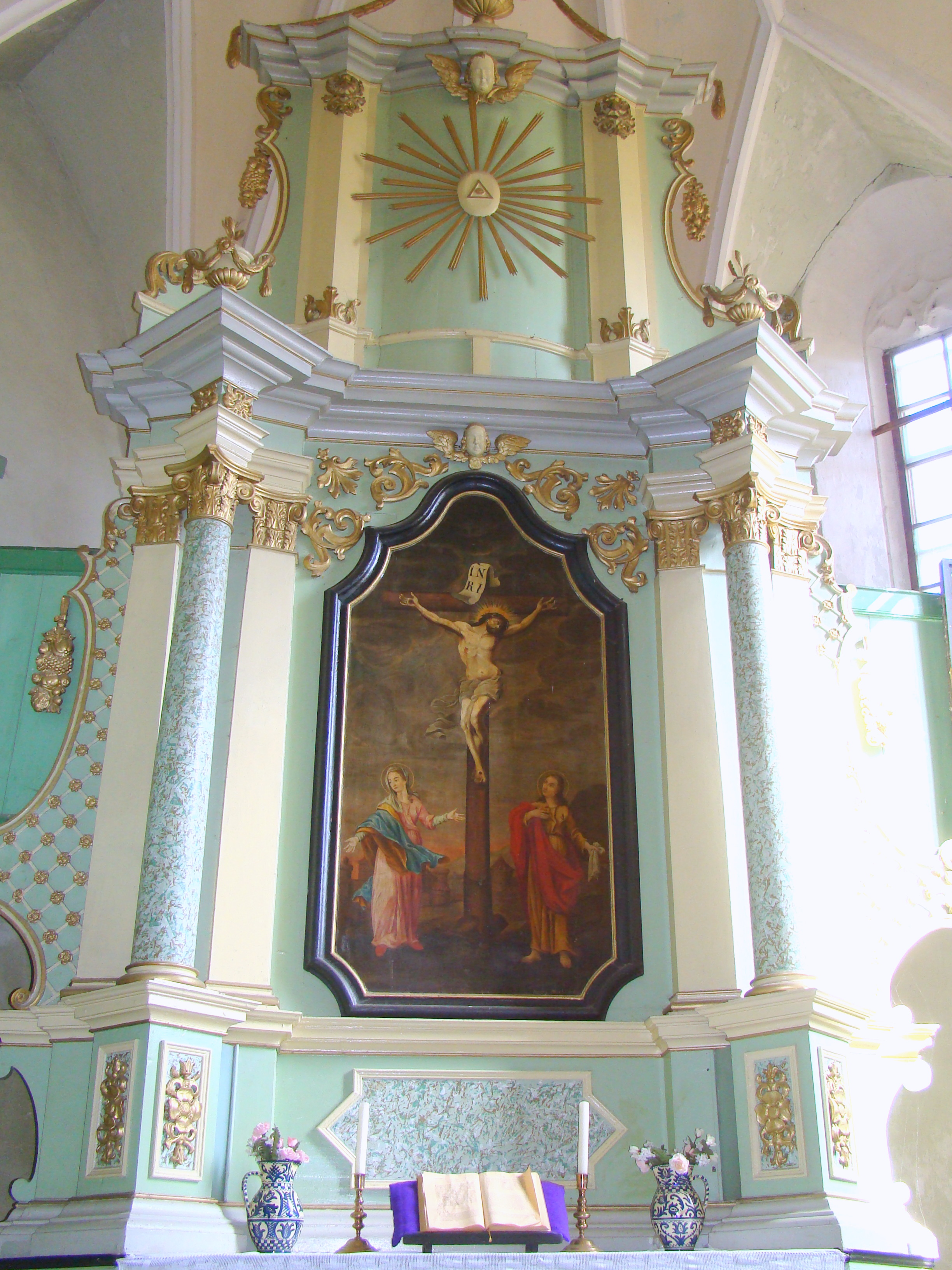
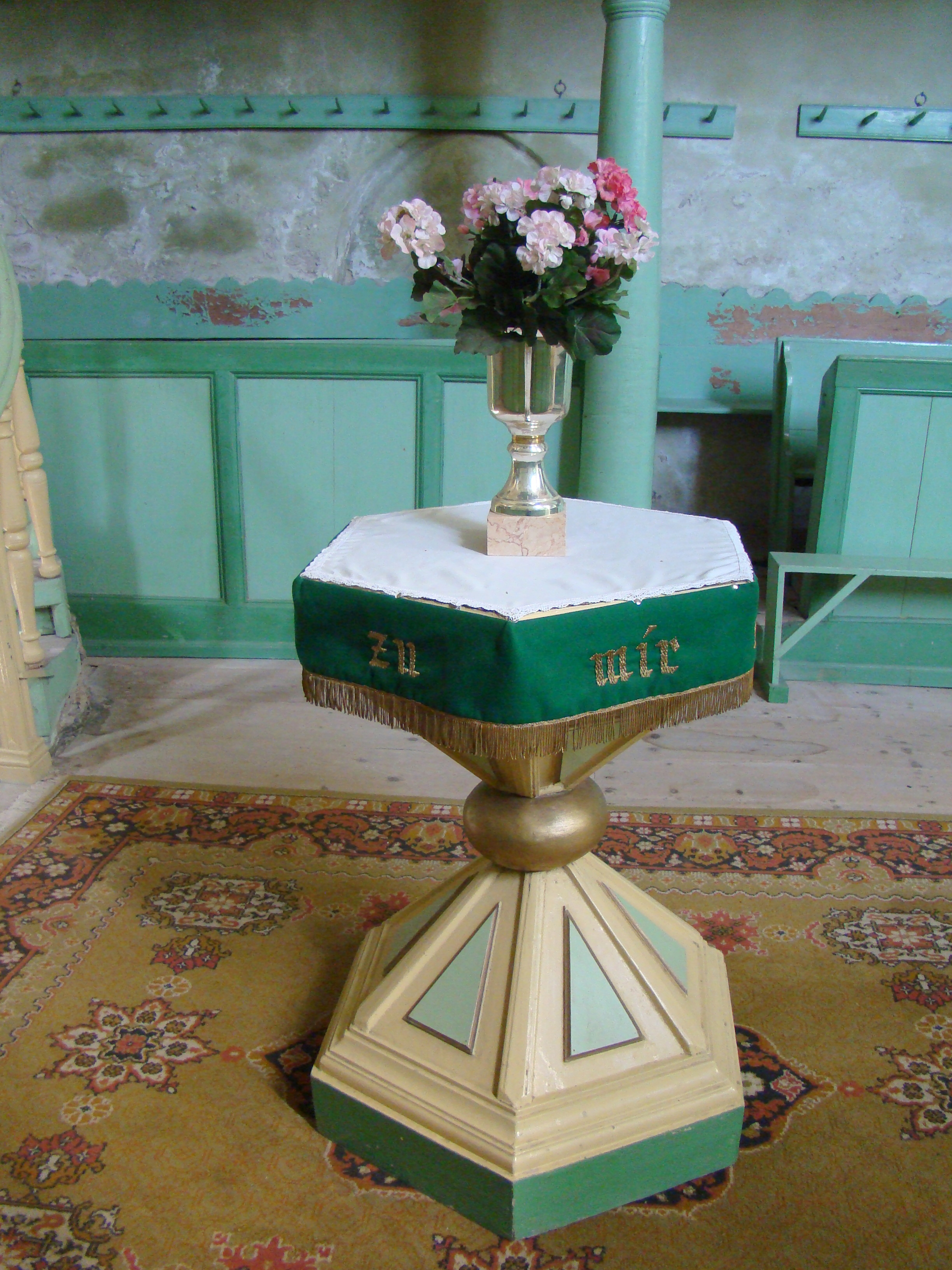
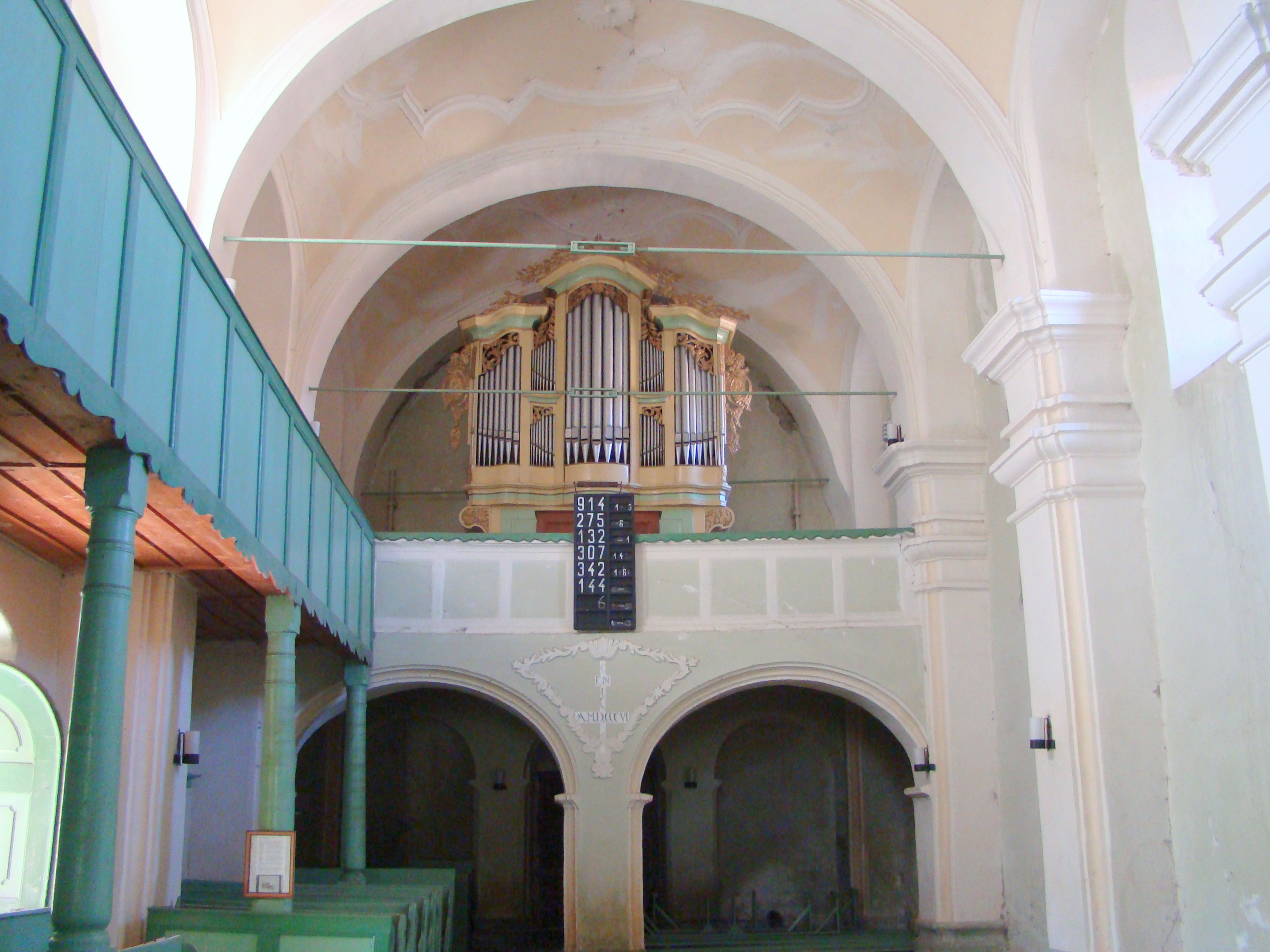
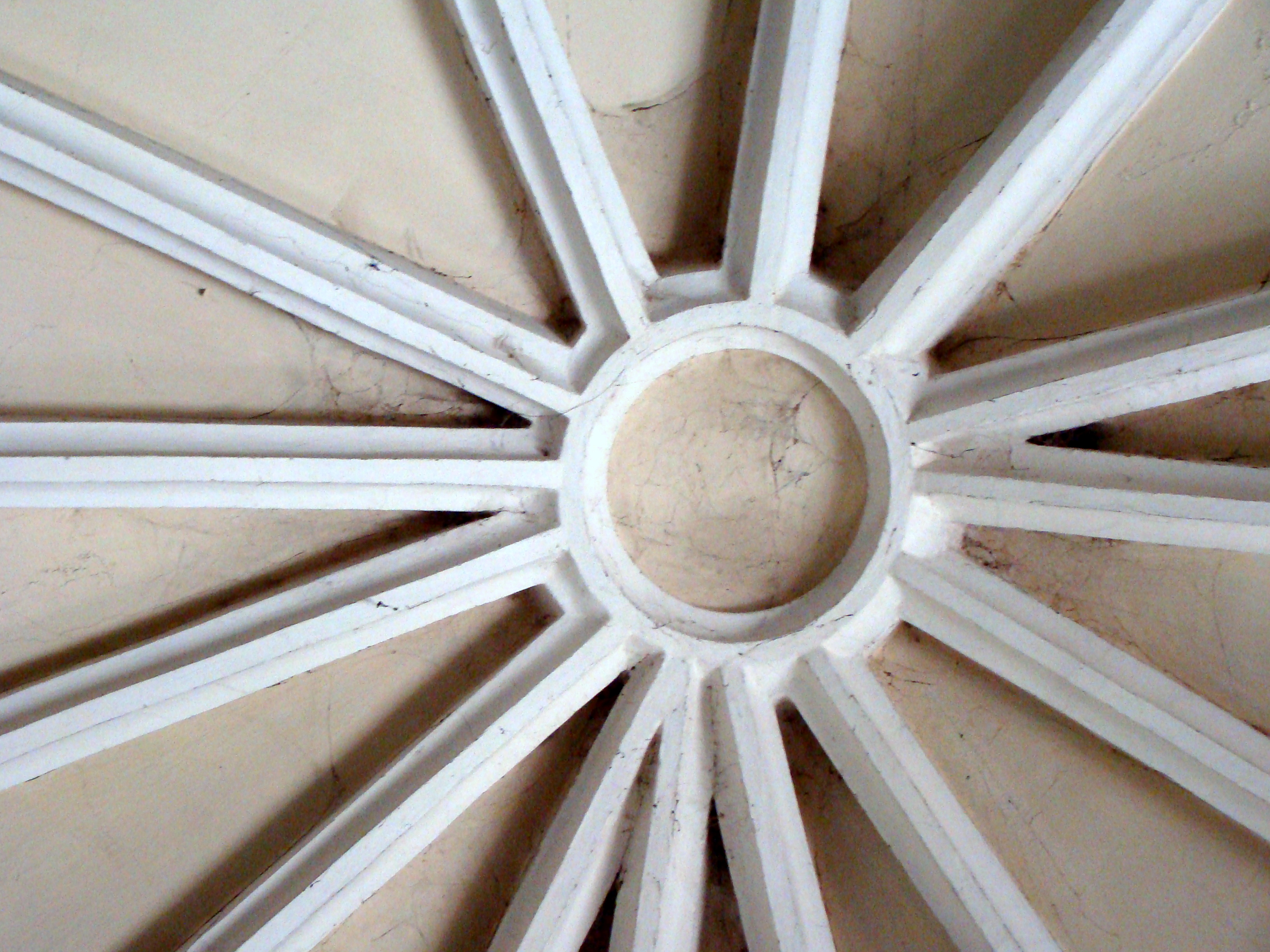
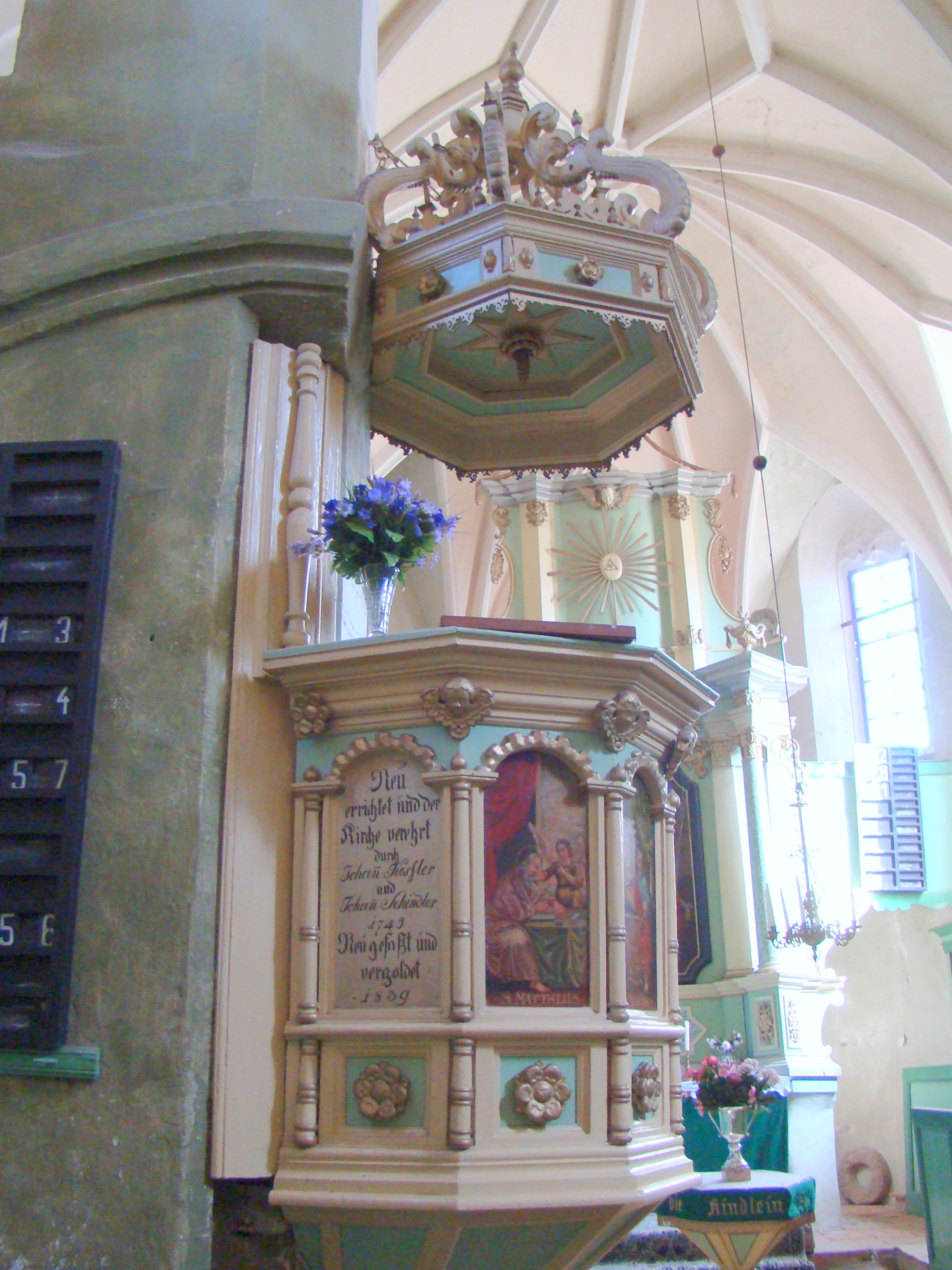
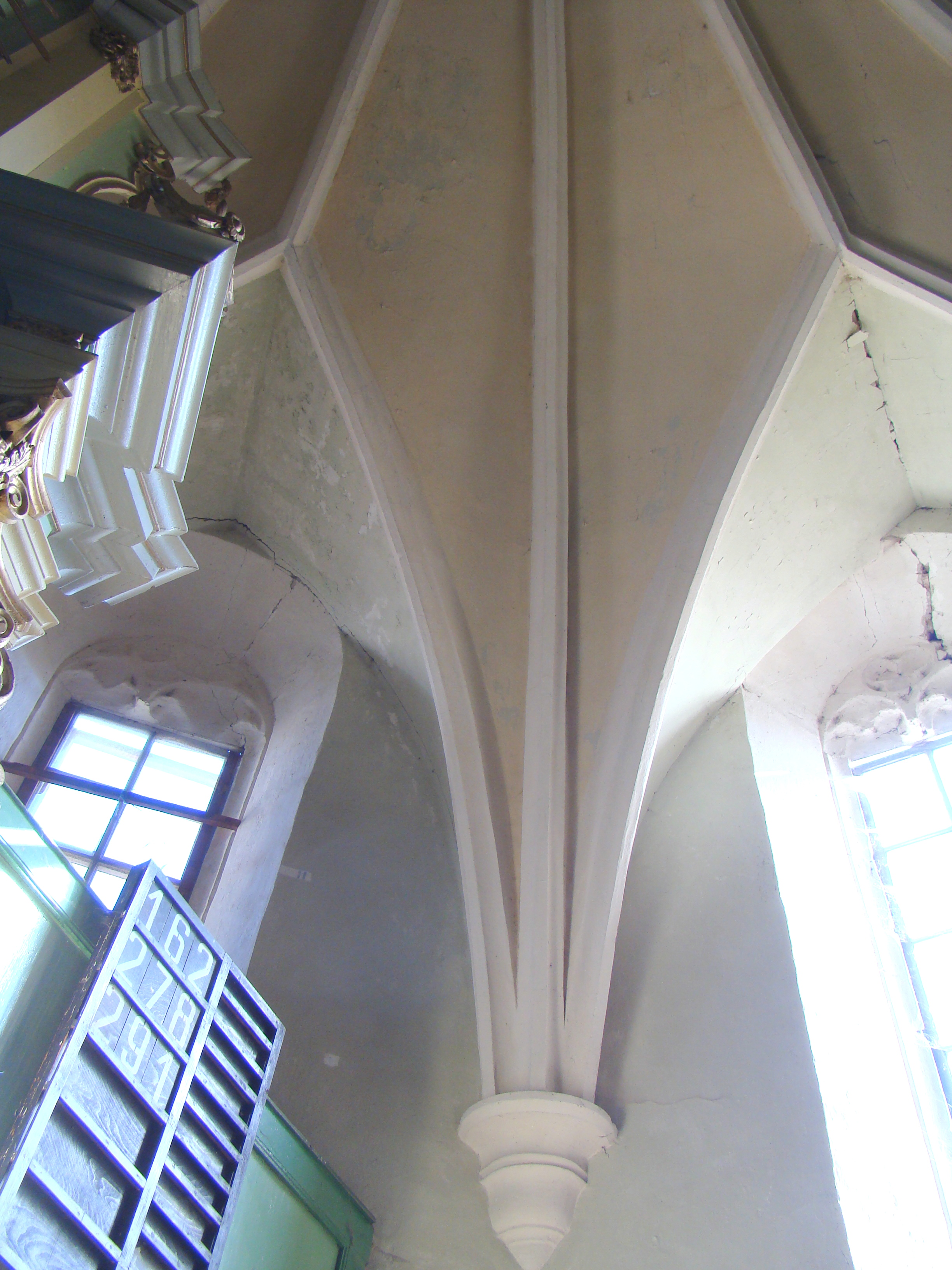
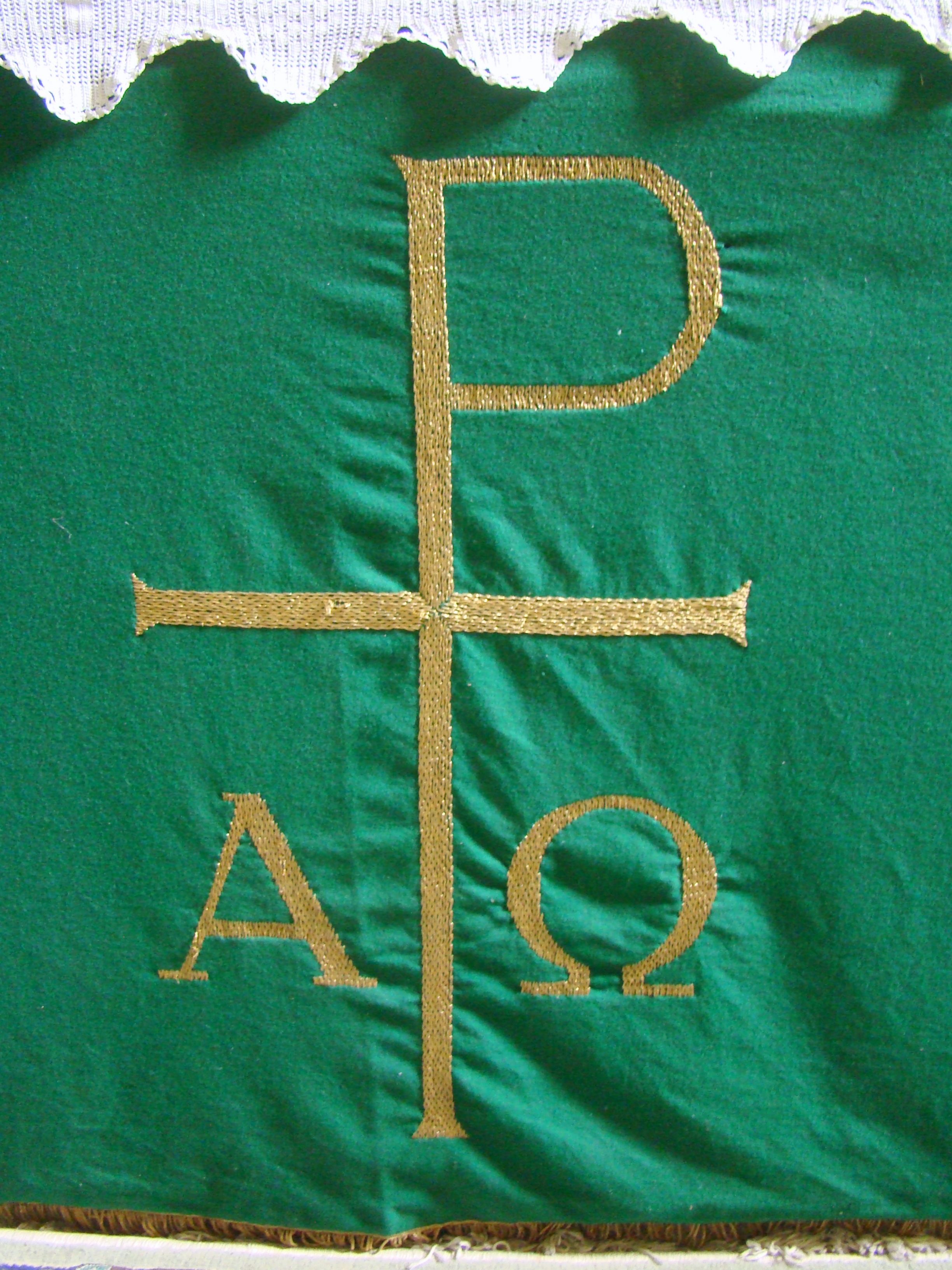
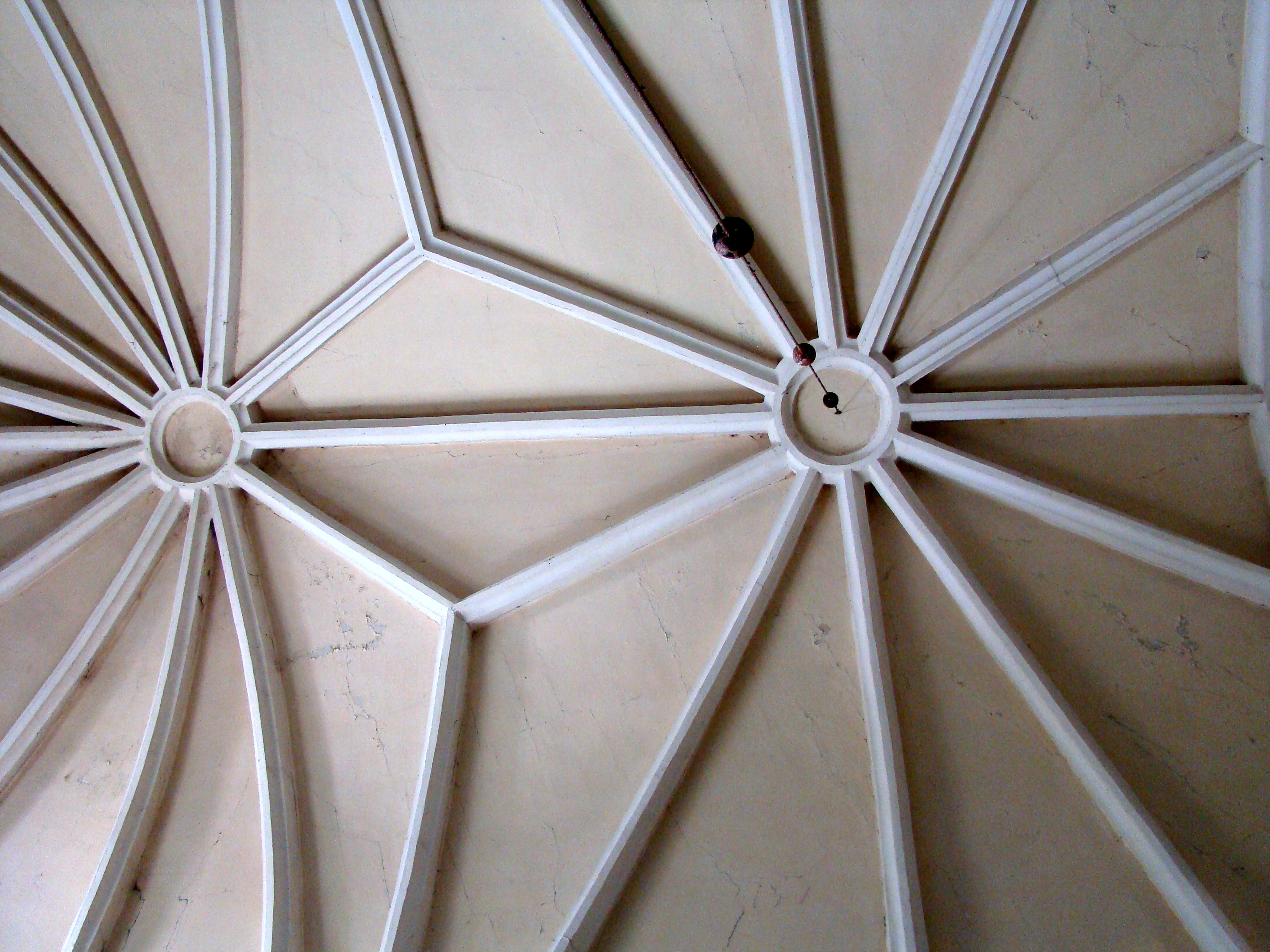
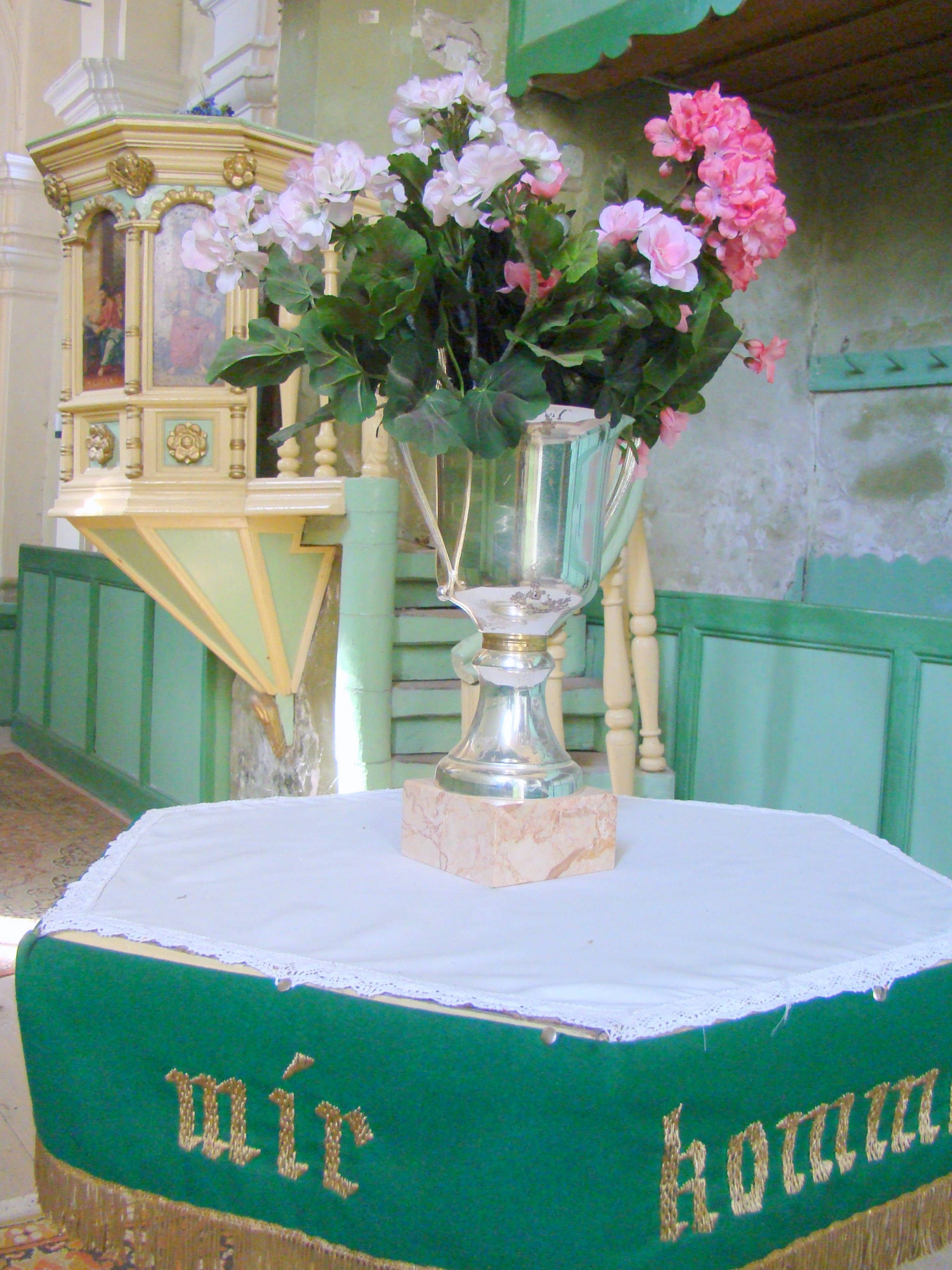
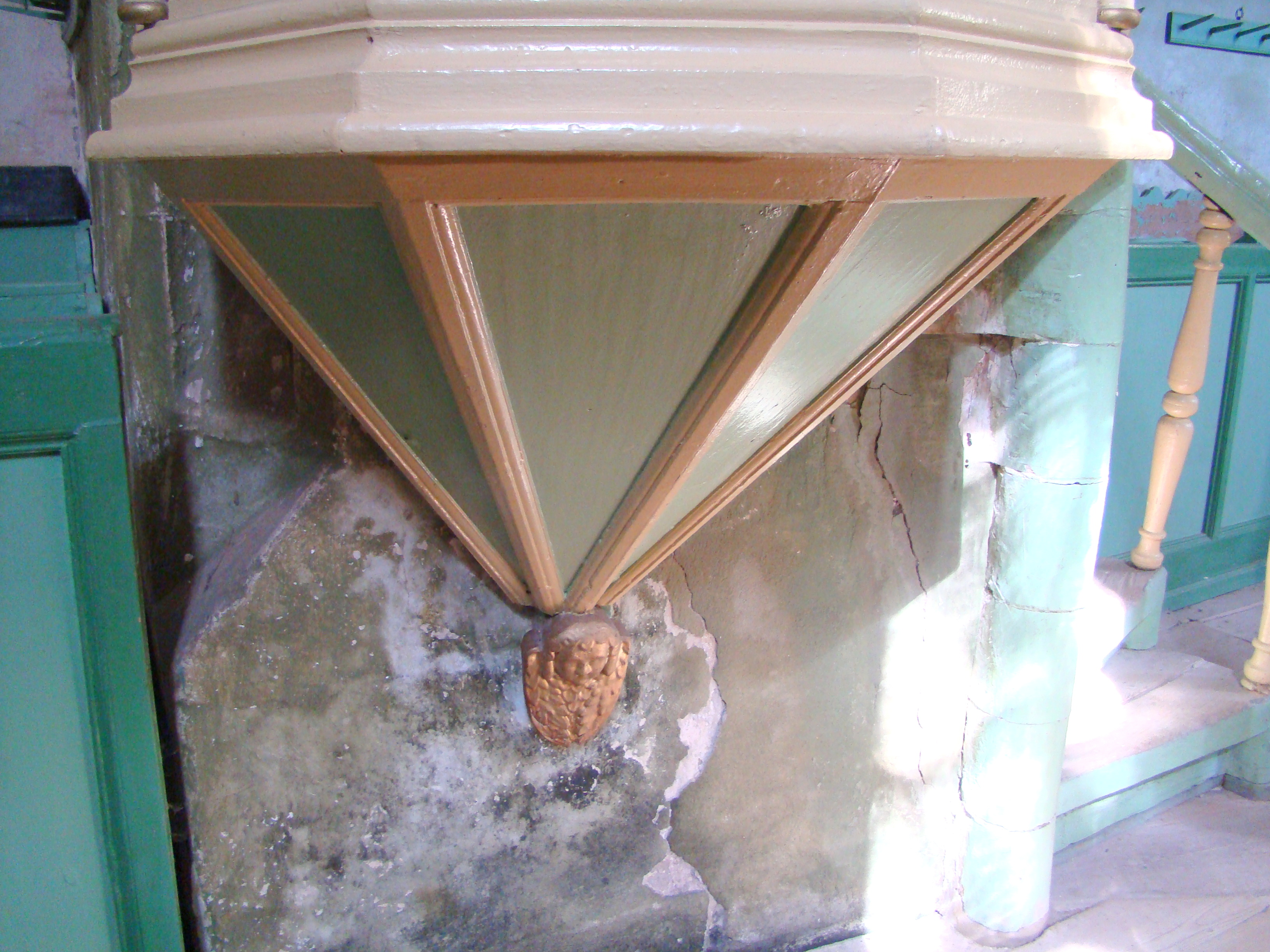
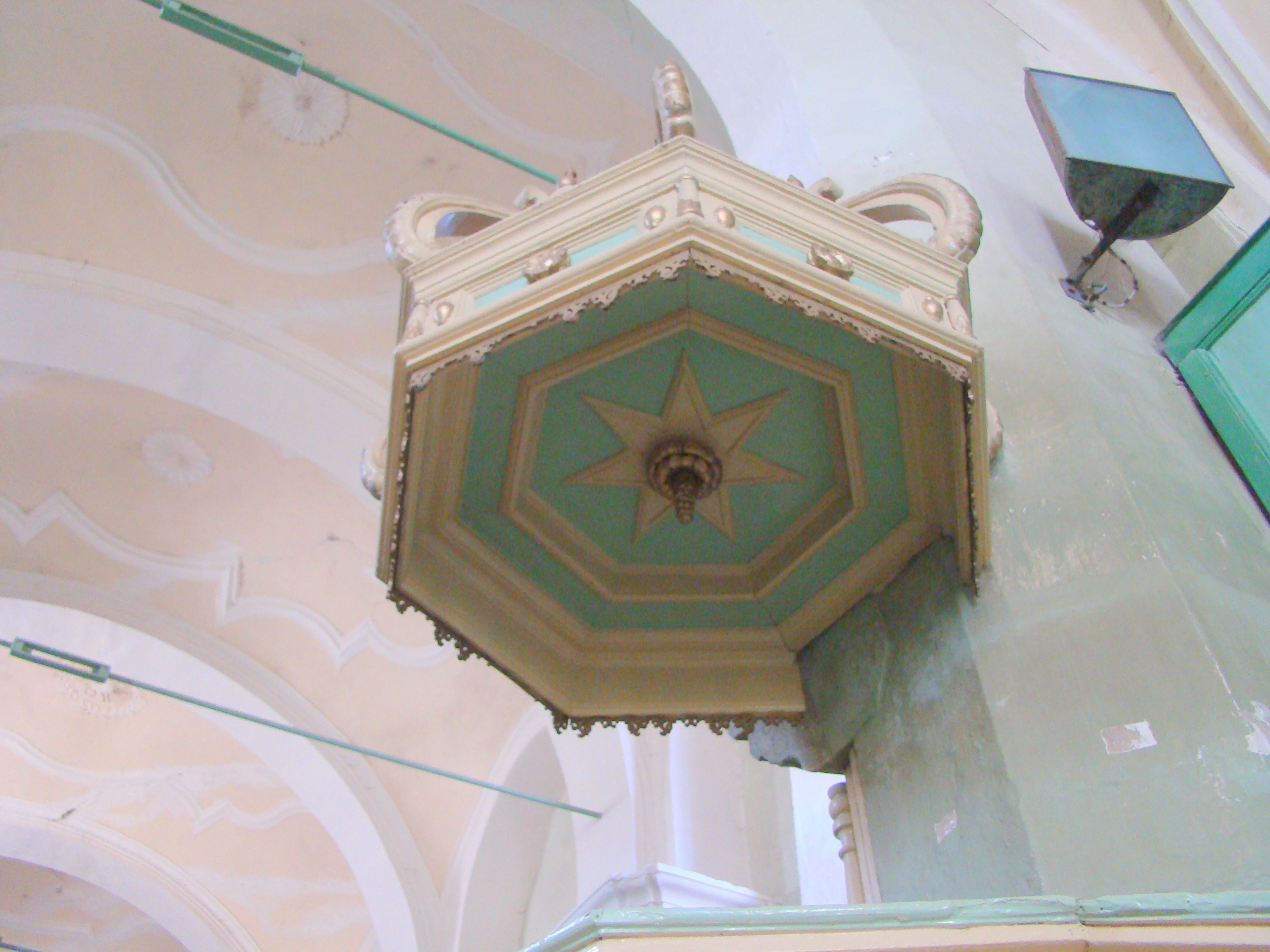
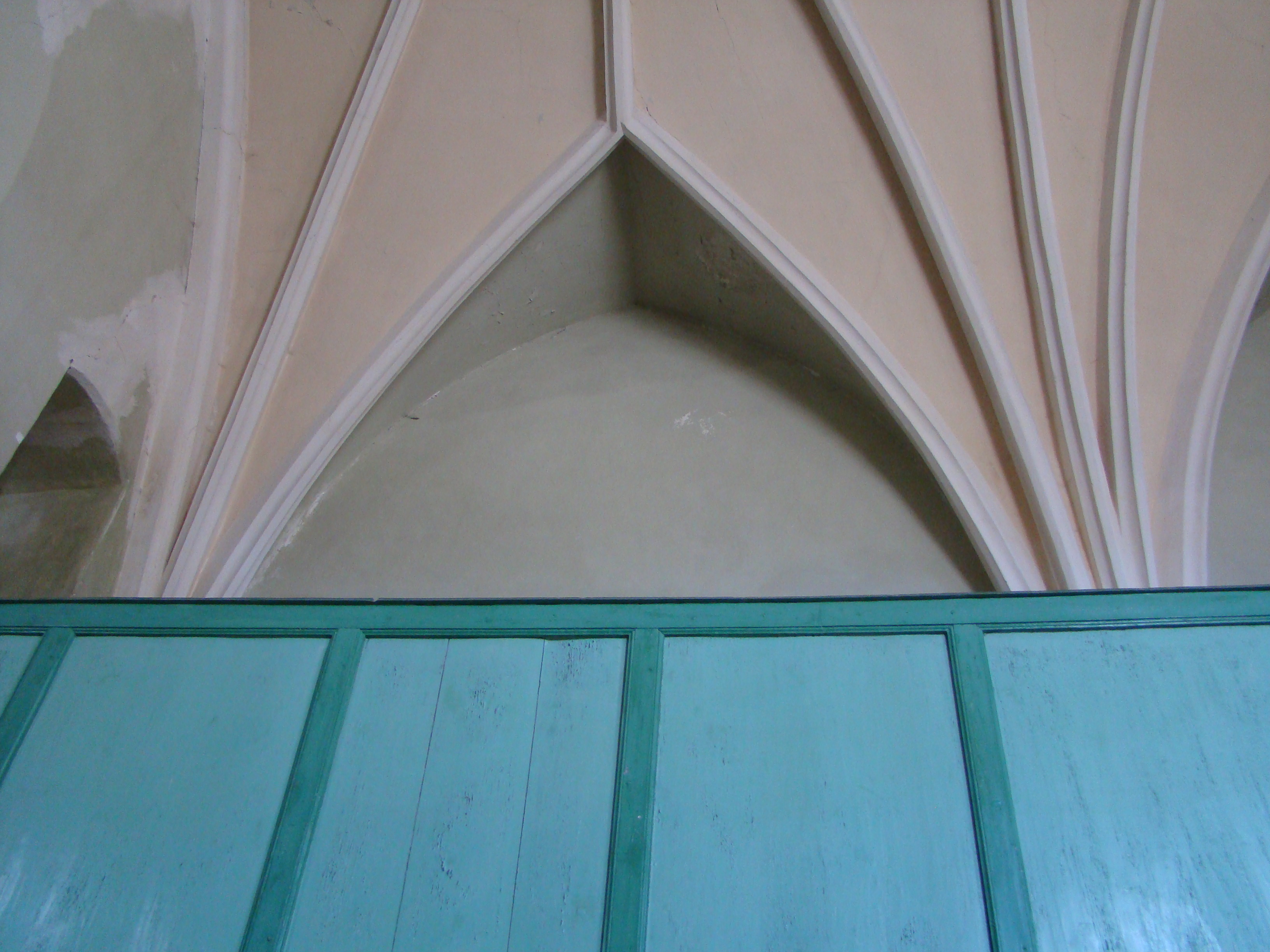
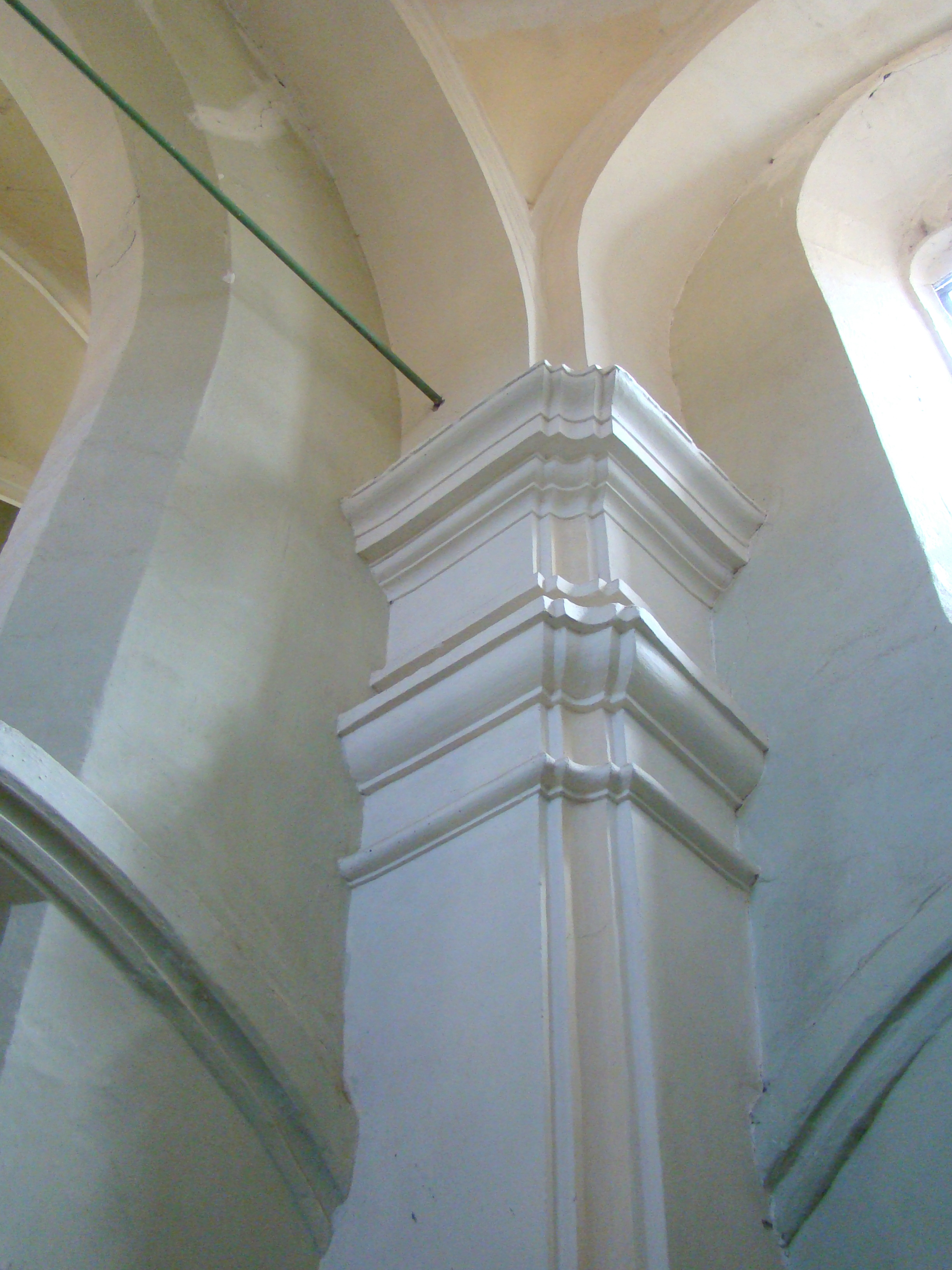
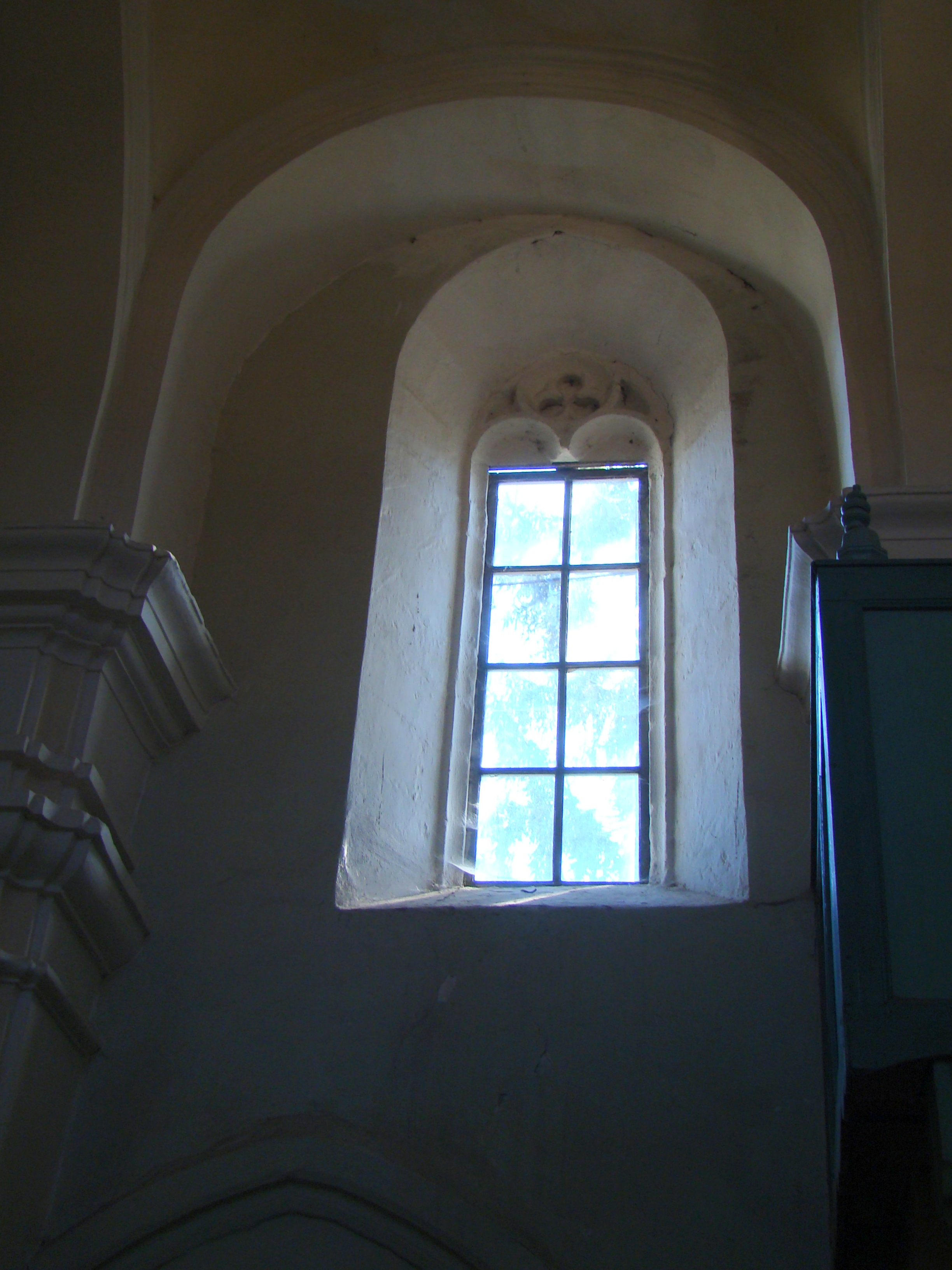
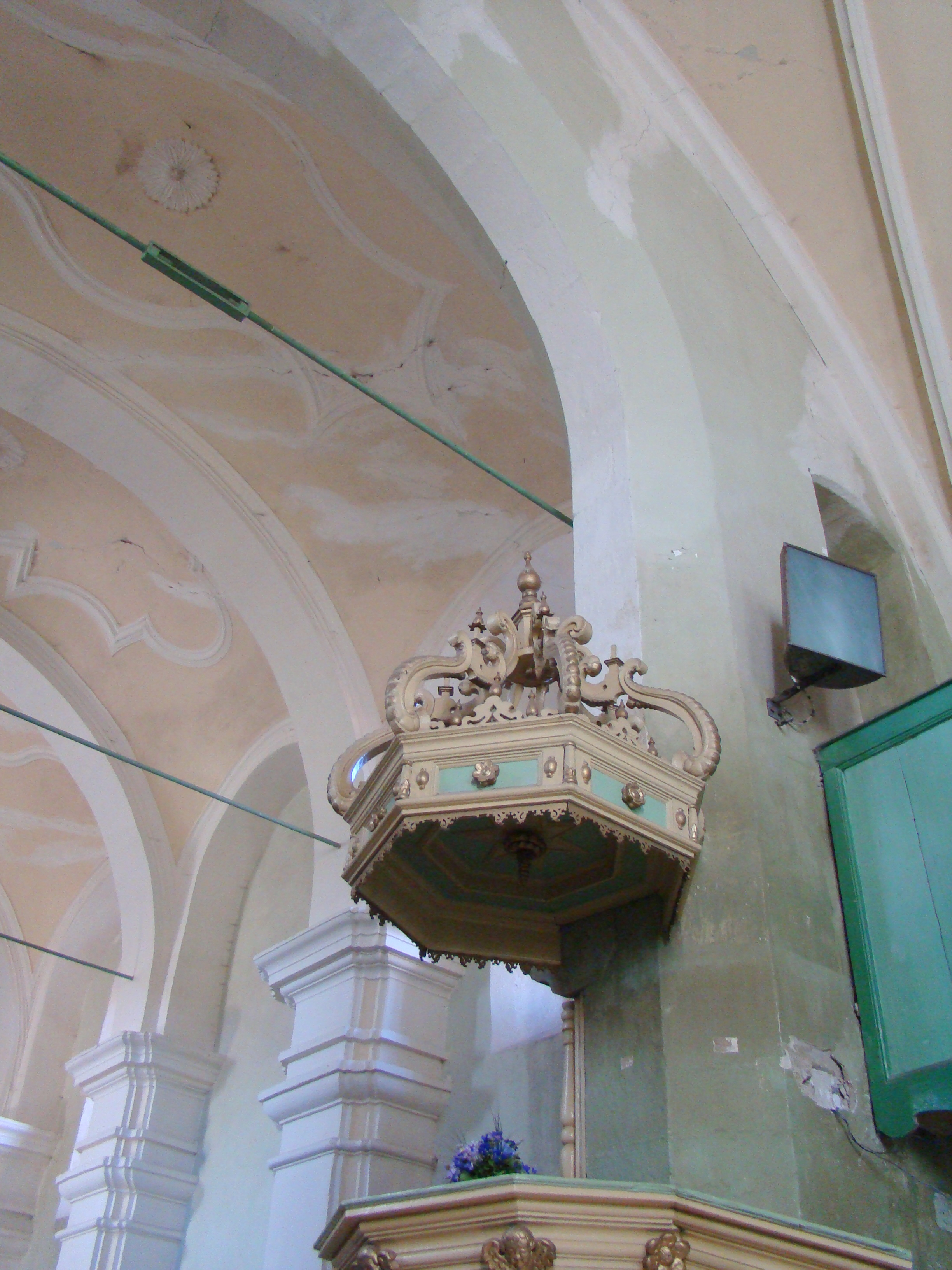

## Vezi și
- Șoarș, Brașov